# Bătălia de la Waterloo
Bătălia de la Waterloo a avut loc la 18 iunie 1815, în apropierea localității Waterloo din Belgia de astăzi, la 18 kilometri sud de Bruxelles, opunând o armată franceză condusă de Împăratul Napoleon unei armate a celei de-a Șaptea Coaliții, aflate sub comanda ducelui de Wellington și a feldmareșalului von Blücher. Bătălia s-a încheiat cu victoria decisivă anglo-aliaților și prusacilor, victorie ce pecetluiește practic sfârșitul Imperiului napoleonian.
După ce Împăratul Napoleon a preluat din nou puterea în martie 1815, o nouă Coaliție europeană a masat armate la granițele Franței, cu scopul de a-l înlătura. Napoleon a decis însă să treacă primul la ofensivă, atacând armata prusacă și pe cea anglo-aliată, ambele cantonate în Belgia. Astfel, au loc o serie de confruntări minore în jurul localității Charleroi și apoi bătăliile de la Ligny și Quatre Bras, ambele purtate pe data de 16 iunie 1815. Deși cele două bătălii de pe 16 iunie s-au încheiat cu victoria francezilor și au împiedicat joncțiunea anglo-aliaților și a prusacilor, ele nu au fost decisive, astfel că, la 18 iunie, pe câmpul de bătălie de la Waterloo, armata anglo-aliată și elemente semnificative din armata prusacă au putut face joncțiunea pentru a pecetlui victoria decisivă a Coaliției. În timpul bătăliei de pe 18 iunie, o treime din armata franceză, detașată tocmai pentru a împiedica sau întârzia semnificativ înaintarea prusacilor a mărșăluit într-o direcție greșită și apoi a fost reținută de un Corp de armată prusac inferior numeric la Wavre.
Ca urmare a înfrângerii catastrofale de la Waterloo, rămășițele armatei franceze, regrupate pe linia râului Sambre, sub comanda mareșalului Soult, apoi Grouchy, s-au retras în Franța, așteptând ofensiva Coaliției. Bătălia de la Waterloo a avut ca rezultat căderea definitivă a lui Napoleon, care, întors la Paris imediat după finalul bătăliei, a constatat că nu mai are susținerea Forului legislativ și, ca atare, a abdicat pe 22 iunie. Armata franceză a continuat să lupte o perioadă împotriva trupelor Coaliției, până la încheierea unui armistițiu, semnat la inițiativa ministrului de război francez, Mareșalul Davout. Odată ostilitățile încheiate, în Franța a avut loc „A doua Restaurație”, adică întoarcerea pe tron a Casei de Bourbon, prin pretendentul la Tron al Casei Regale, Ludovic al XVIII-lea.

## Înainte de bătălie

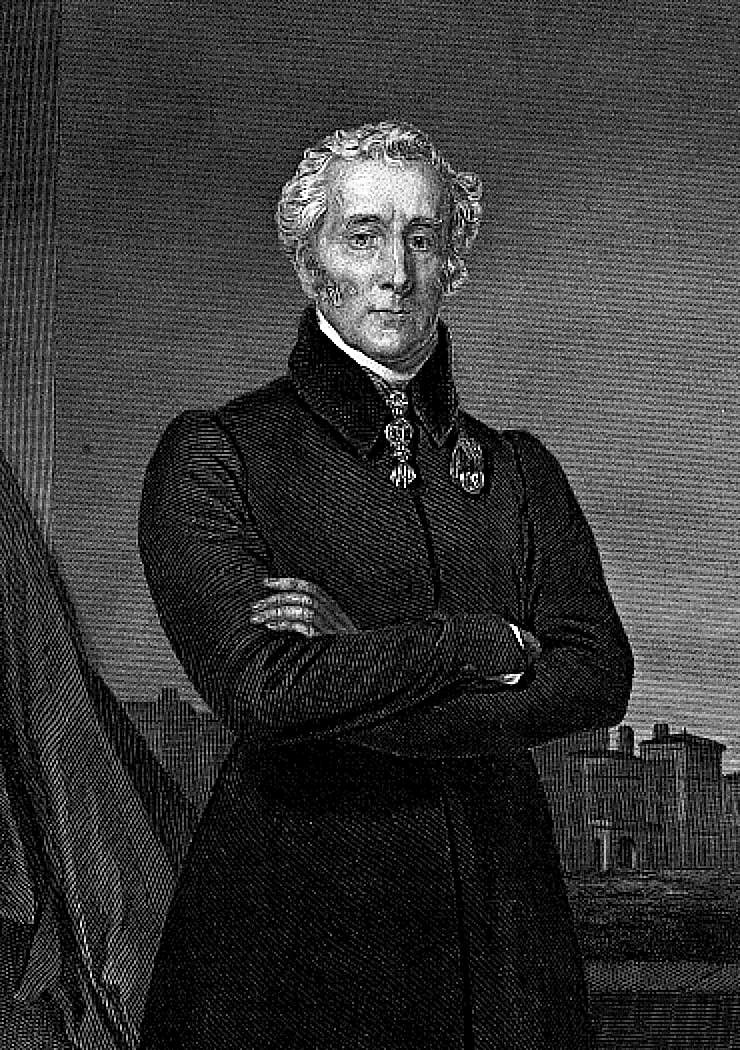
Ducele de Wellington

### „Manevra Charleroi", Ligny și Quatre Bras

Planul campaniei de la Waterloo

Napoleon era conștient de dezechilibrul existent între forțele Coaliției și propriile sale forțe, dar știa și că forțele inamice erau extrem de dispersate și aveau nevoie de câteva luni pentru a invada Franța. Astfel, singura șansă pentru Împăratul francez era să atace forțele Coaliției înainte ca acestea să devină prea numeroase, să câștige o victorie decisivă și astfel să spere că va zdruncina moralul inamicilor săi. Pentru a pune în aplicare acest plan, Napoleon masează o armată semnificativă, „Armata Nordului”, la granița cu Regatul Țărilor de Jos, cu scopul de a ataca armatele Coaliției staționate în Belgia, mai exact, o armată anglo-aliată sub comanda Ducelui de Wellington și o armată prusacă, sub comanda Feldmareșalului Blücher. Împreună, aceste armate ale Coaliției erau aproape de două ori mai numeroase decât cea franceză, dar fiecare dintre ele era mai slabă decât cea franceză. Ca atare, Napoleon plănuia să se interpună între cele două armate și să le împiedice să facă joncțiunea, învingându-le una câte una.
„Armata Nordului” traversează astfel granița în dreptul localității Charleroi pe data de 15 iunie 1815, spre surprinderea totală a comandanților Coaliției, care nu anticipaseră o astfel de manevră. În ziua următoare, pe data de 16 au loc două bătălii majore la Ligny și Quatre Bras. În cadrul bătăliei de la Ligny, Împăratul, având la dispoziție o mare parte din „Armata Nordului”, îi învinge pe prusaci, dar, din cauza unei erori ale comandamentului central francez, victoria nu este desăvârșită. În acest timp, la Quatre Bras, Mareșalul Ney, comandant al aripii stângi a armatei, reușește în primă fază să îl împiedice pe Wellington să vină în ajutorul aliatului său prusac, dar francezii nu profită suficient de slăbiciunea inițială a armatei anglo-aliate. Astfel, Napoleon nu reușește să învingă decisiv niciuna dintre cele două armate inamice și, în plus, francezii nu reiau urmărirea cu suficientă energie pe data de 17, astfel că anglo-aliații și prusacii se pot retrage în relativă ordine, pe rute paralele, cu scopul definit de a face joncțiunea cu prima ocazie. Supraestimându-și victoria, Napoleon detașează aripa dreaptă a armatei sale, comandată de Mareșalul Grouchy, ordonându-i acestuia să urmărească armata prusacă pentru a o împiedica să se regrupeze și să facă joncțiunea cu anglo-aliații, în timp ce Împăratul va folosi restul armatei pentru a îi învinge pe anglo-aliați. În acest timp, în noaptea dinspre 16 spre 17 iunie, armatele Coaliției s-au retras, armata prusacă ajungând pe data de 17 la Wavre iar cea anglo-aliată ocupând înălțimile de la Mont Saint-Jean, la sud de localitatea Waterloo, barând înaintarea francezilor spre Bruxelles. Forțele franceze, conduse de Napoleon ajung la rândul lor în fața platoului Mont Saint-Jean pe 17 seara, instalându-și bivuacurile față în față cu cele ale soldaților lui Wellington.

### Câmpul de bătălie și condițiile meteorologice
Câmpul de bătălie, situat în dreptul platoului Mont Saint-Jean reprezintă o câmpie ușor ondulată, ce urcă în pante ușor înclinate, dinspre hanul Gros-Caillou, sau Caillou spre platoul Mont Saint-Jean. Câmpul de bătălie măsura în jur de 3 kilometri pe axa nord-sud (din vârful platoului până la satul Placenoît) iar pe axa est-vest măsura aproximativ 5,5 kilometri (de la Braine-L'Alleud la vest, până la Chapelle-Saint-Lambert la est). Pe axa nord-sud a câmpului de bătălie se afla drumul Charleroi-Bruxelles, iar pe cea est-vest, un alt drum, mai puțin important, numit drumul spre Ohain; acesta din urmă parcurgea creasta pe care se dispuseseră trupele anglo-aliate. Câmpul de bătălie nu era, deci, defel „câmpia tristă” despre care vorbește Victor Hugo, înălțimile maxime fiind de nu mai puțin de 132 de metri, în dreptul fermelor Mont Saint-Jean și Belle Alliance. Pentru francezi, panta ce trebuia urcată pentru a intra în contact cu inamicul, era destul de abruptă.  Urmare a ploilor torențiale și furtunii de pe data de 17, solul era înmuiat și extrem de noroios iar vremea de pe data de 18 a fost foarte caldă.

### Anglo-aliați și prusaci: Forțele disponibile și planurile de luptă

#### Armata anglo-aliată

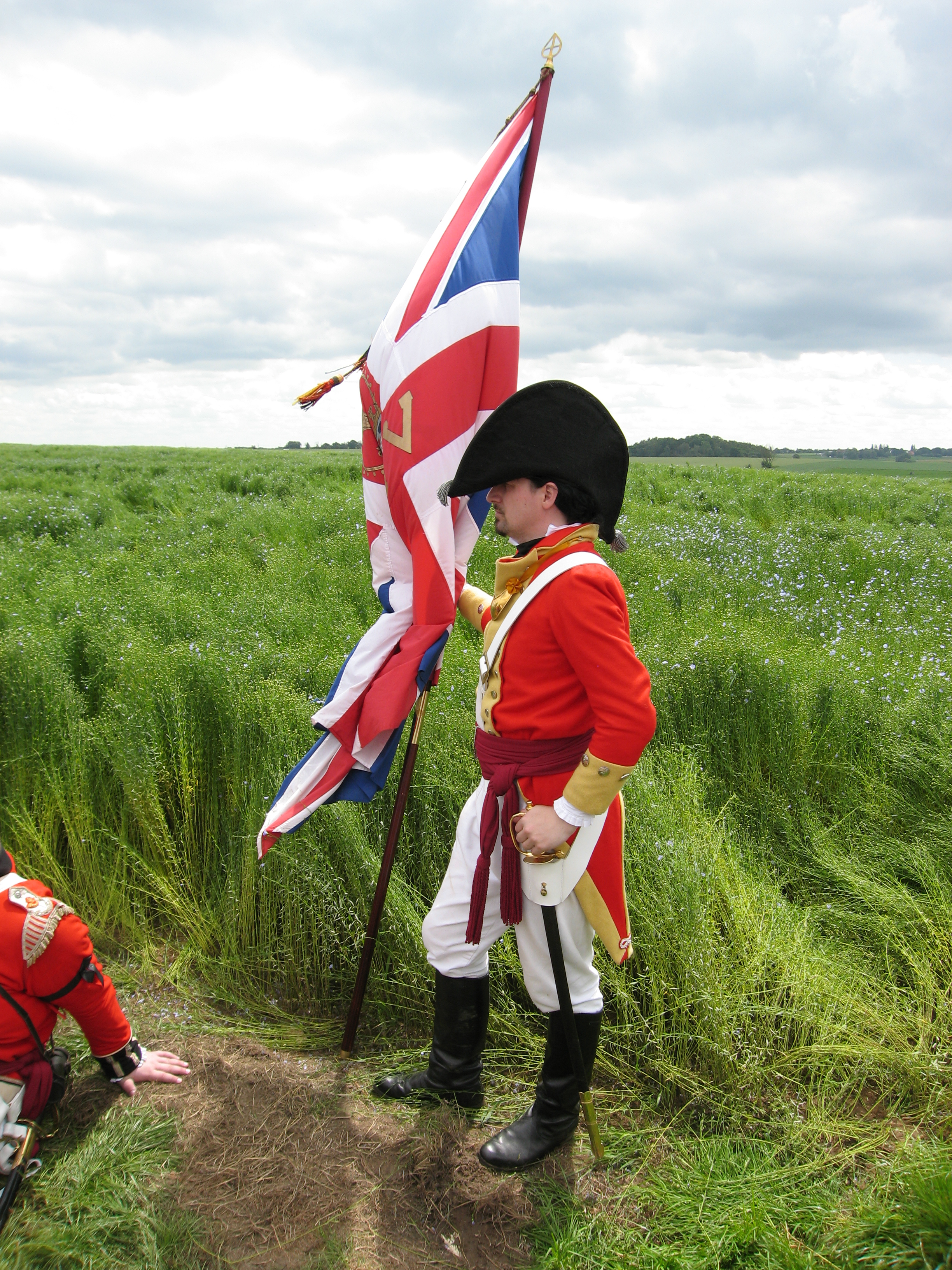
Scenă din cadrul unei reconstituiri a bătăliei

Pentru bătălia ce se anunța, ducele dispunea de 67 000 - 68 000 de oameni și 168 de tunuri și obuziere, deoarece lăsase nu mai puțin de 17 000 de oameni la Hal, de teamă că Napoleon îi va tăia liniile de aprovizionare, învăluind prin Mons. Soldații britanici, aproape toți profesioniști, mulți veterani ai războiului din peninsula iberică, erau totuși extrem de prost plătiți, supuși unei discipline foarte dure și aparținând sărăcimii semi-analfabete, rurale și urbane. Procentul soldaților englezi era destul de scăzut și, cu excepția celor câteva regimente scoțiene recrutate esențialmente regional, batalioanele britanice cuprindeau o puternică componentă irlandeză (20-40%). Conduși de subofițeri excelenți dar cu ofițeri care, în mare parte, aparțineau nobilimii sau burgheziei și care își cumpăraseră gradul, soldații britanici, „scursurile pământului”, erau totuși niște magnifici combatanți. Dacă infanteria britanică, numărând circa 25 000 de oameni, reprezenta o forță experimentată și de temut, nu aceeași afirmație se poate face despre cavaleria britanică. Aceasta avea un nivel general scăzut cu privire la disciplină, abilitate tactică și puțină experiență de luptă (cele două brigâzi de cavalerie grea britanică erau la prima campanie) dar cuprindea excelenți spadasini și era recunoscută pentru avântul său și pentru faptul că poseda cei mai buni cai din Europa, la acea vreme.
În afară de trupele britanice, armata anglo-aliată era extrem de eterogenă, atât din punct de vedere al naționalității, cât și al valorii combative. Germanii din Hanovra, Braunschweig, Nassau, cei din King's German Legion (KGL), împreună cu belgienii și olandezii ce luptau pentru Regatul Țărilor de Jos, formau aproape 2/3 din armata anglo-aliată comandată de Wellington. Aceste forțe reprezentau o combinație între soldați și ofițeri experimentați, miliții cu o valoare combativă îndoielnică și proaspeți recruți. Soldații din Nassau, peste 7 000 de oameni, reprezentau o categorie distinctă, majoritatea fiind veterani ce participaseră în trecut la bătăliile războaielor napoleoniene, în solda Imperiului napoleonian. O a doua excepție, și mai notabilă, o reprezenta KGL, unitate excelentă formată veterani din Hanovra care trecuseră în solda regelui Angliei încă din 1803 și care făcuseră îndelungata și sângeroasa campanie din peninsula iberică.

#### Armata prusacă
Armata prusacă din 1815 nu mai era aceeași armată cu tactici învechite care fusese practic anihilată de francezi în doar o zi, cu 9 ani în urmă. Construită pe modelul francez de serviciu militar obligatariu, adoptând împărțirea pe corpuri de armată și o serie de concepte strategice și tactice moderne, armata prusacă reprezenta totuși o armată aflată încă în plină reconstrucție. Cu ofițeri și subofițeri de profesie, această armată cuprindea regimente ale armatei regulate propriu-zise, dar și miliții Landwehr, voluntari din Freikorps și recruți fără experiență. Ofițerii, deși aproape în totalitate exponenți ai nobilimii prusace, se bucurau totuși de o bogată experiență: de la gradul de căpitan în sus, toți ofițerii prusaci prezenți la Waterloo își începuseră cariera înainte de 1806. Dintre toate cele 31 de regimente câte cuprindea armata prusacă din 1815, nu mai puțin de 25 se aflau sub comanda lui Blücher, însă doar 7 dintre acestea erau compuse din soldați care să aibă o experiență reală de luptă. Calitatea elementului uman și a celui material reprezentau punctul slab al acestei armate. După cum se demonstrase deja la Ligny, unde armata prusacă pierduse un sfert din efective, aceasta era încă departe de a fi comparabilă cu armata lui Frederick cel Mare, dar era numeroasă, putea conta pe un număr mare de veterani și era excelent condusă la nivel central de binomul complementar format din strategul Gneisenau și bătrânul războinic Blücher.

#### Dispozitivul lui Wellington

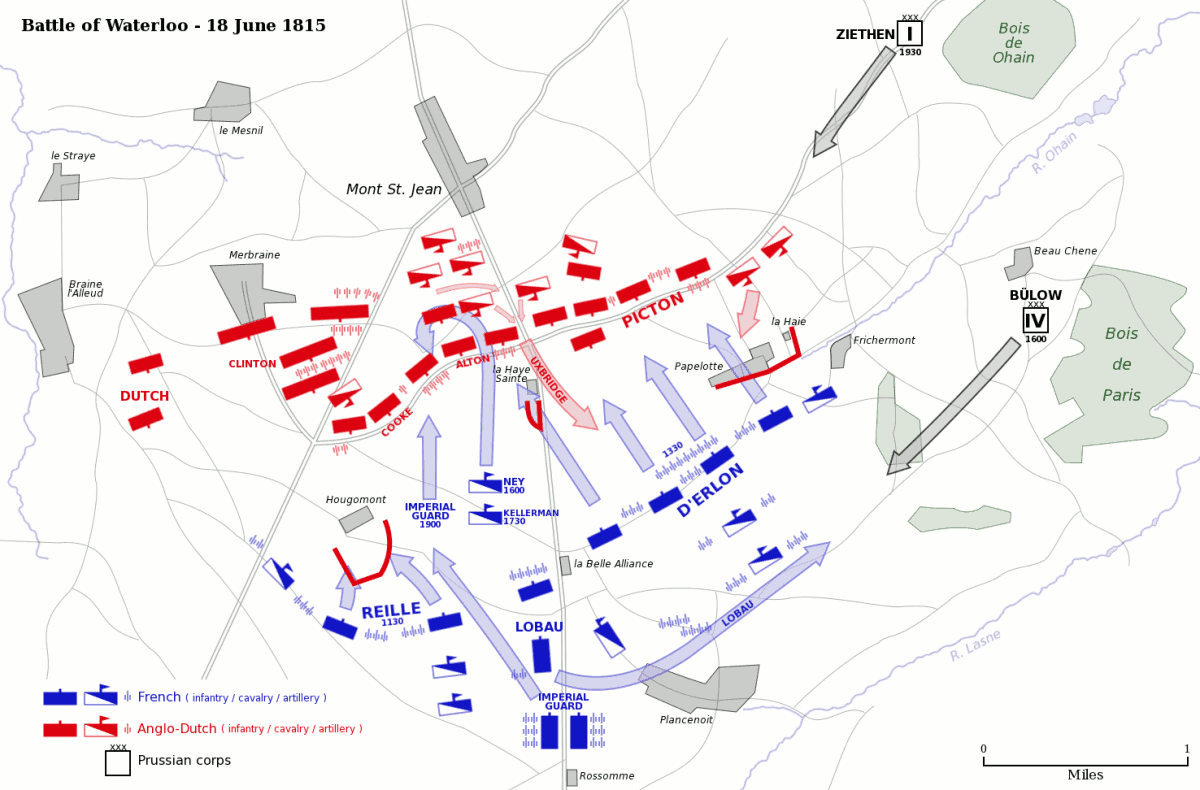
Bătălia de la Waterloo

Tactician fără egal, „Ducele de Fier” știa că va înfrunta o armată superioară și deci alege un câmp de bătălie pe care îl studiase atent cu un an înainte: platoul Mont Saint-Jean, la sud-est de localitatea Waterloo și de pădurea Soignes, în care intenționa să își retragă trupele în caz că francezii i-ar fi străpuns linia. Terenul oferea numeroase adâncituri unde rezervele se puteau masa, fără a fi expuse artileriei inamice. Anticipând atacuri frontale, Ducele și-a dispus trupele pe un front foarte restrâns, puțin peste 3 mile (sub 6 kilometri). În plus, aici se găseau o serie de ferme, care au intrat în istorie și care există și astăzi: acestea ofereau o poziție defensivă avantajoasă pentru a ancora flancurile armatei și a asigura centrul; astfel, castelul și complexul de clădiri Hougoumont (numite și Goumont) la vest, mica fermă La Haye Sainte, în spatele căreia se afla o carieră de nisip, ea înseși folosită ca poziție defensivă; în centru și ferma La Papelotte și La Haye la est, sunt alese de Duce pe data de 17. La vremea respectivă panta pe care trebuiau să o urce cei care voiau să atace cele 3 ferme era mult mai abruptă decât cea pe care o putem vedea astăzi, rezultat al lucrărilor de excavare întreprinse pentru construirea „Colinei Leului”, monument comemorativ. Wellington își va dispune trupele pe un front restrâns, formând linia de luptă mai mult sau mai puțin între cele 3 ferme, acestea împiedicând o acțiune de flancare din partea inamicului, care ar fi trebuit mai întâi să cucerească fermele. Aplicânt una dintre tacticile sale favorite, denumită „reverse slope”, Ducele a fost atent să își plaseze grosul forțelor în spatele pantei pe care o face platoul Mont Saint-Jean, pentru a nu prezenta inamiului decât o mică parte din dispunerea sa strategică și pentru a minimiza efectele bombardamentului inamic.
Cu toate că armata lui Wellington era împărțită administrativ în două corpuri (Hill pe dreapta și Prințul de Orania în centru) și o rezervă (sub comanda directă a Ducelui), în realitate această împărțire nu avea nici o importanță tactică: unitatea de manevră era divizia astfel că Ducele transmitea deseori ordine direct comandanților de divizii. La Waterloo, dispozitivul anglo-aliat era constituit după cum urmează: 
- Aripa stângă a armatei, aflată între intersecția dintre drumul Bruxelles-Charleroi și ferma Papelotte, acoperea aproape 2 kilometri, era formată doar din două divizii, cea anglo-hanovriană a lui Picton și cea belgiano-olandeză a lui Perponcher, care, în plus, fuseseră greu încercate la Quatre Bras, cu două zile în urmă. Cele două divizii totalizau aproximativ 11 000 de baionete, dar doar 7 500 dintre aceștia aparțineau armatei regulate, restul fiind miliții. Wellington realizase că aceste trupe nu sunt suficiente pentru a ține 2 kilometri de front, de aceea adăugase ca rezervă prima brigadă din divizia Sir Lowry Cole (miliții în număr de 2 500, sub comanda colonelului Best) și urma să trimită în acel sector și cea de-a doua brigadă a diviziei, cei 2 000 de veterani englezi ai lui John Lambert, aflați încă în marș dinspre Bruxelles. În plus, prezența a 30 de tunuri, a trei brigăzi de cavalerie (ale lui Vivian, Vandeleur și Ponsonby, comandând Union Brigade) ce totalizau 3 000 de săbii, cât mai ales faptul că prusacii ar fi trebuit să sosească pe aici, dinspre Wavre, erau elemente de natură să îl liniștească pe Wellington cu privire la flancul său stâng[19].
- Centrul armatei era mult mai puternic. Larg de doar câteva sute de metri și acoperit de mica fortăreață pe care o reprezenta ferma La Haye Sainte, centrul anglo-aliat cuprindea divizia von Alten, susținută de soldații din Nassau (von Kruse) și de cavaleria grea a lui Somerset cu cei 1 000 de călăreți ai săi din Household Brigade. Și mai în spate se afla întreaga cavalerie belgiano-olandeză, ce totaliza 3 000 de săbii. În plus, aici erau dispuse nu mai puțin de 50 de tunuri, parțial desfășurate, parțial în rezervă[19].
- Aripa dreaptă era și mai puternică, cuprinzând atât trupe dispuse pentru a apăra puternicul și esențialul avanpost de la Hougoumont, cât și trupe dispuse ceva mai înapoi, între Hougoumont și Braine l'Alleud, pentru a evita o posibilă manevră de flancare din partea inamicului. Astfel, la Hougoumont, erau dispuși în prima linie, apărând parcul, cei 3 700 de infanteriști din Garda britanică, comandați de Cooke și susținuți de 1 000 de trăgători de elită detașați din divizia Perponcher și von Alten. La nord-vest de complexul de la Hougoumont se aflau: brigada Mitchell, divizia Clinton și grupul lui Friedrich Wilhelm von Braunschweig. Și mai la vest se afla divizia belgiano-olandeză a lui Chassé, desfășurată în apropiere de orășelul Braine l'Alleud. Ca atare, soldații aflați la Hougoumont erau susținuți de aproximativ 20 000 de soldați, dintre care 15 000 din armata regulată. Brigăzile de cavalerie Dornberg, Grant și Arentschildt împreună cu cavaleria din Braunschweig aduceau susținerea suplimentară a 3 700 de săbii, la care se adăugau nu mai puțin de 74 de piese de artilerie[19].

### Imperiul Francez: Forțele disponibile și planurile de luptă

#### Armata Nordului

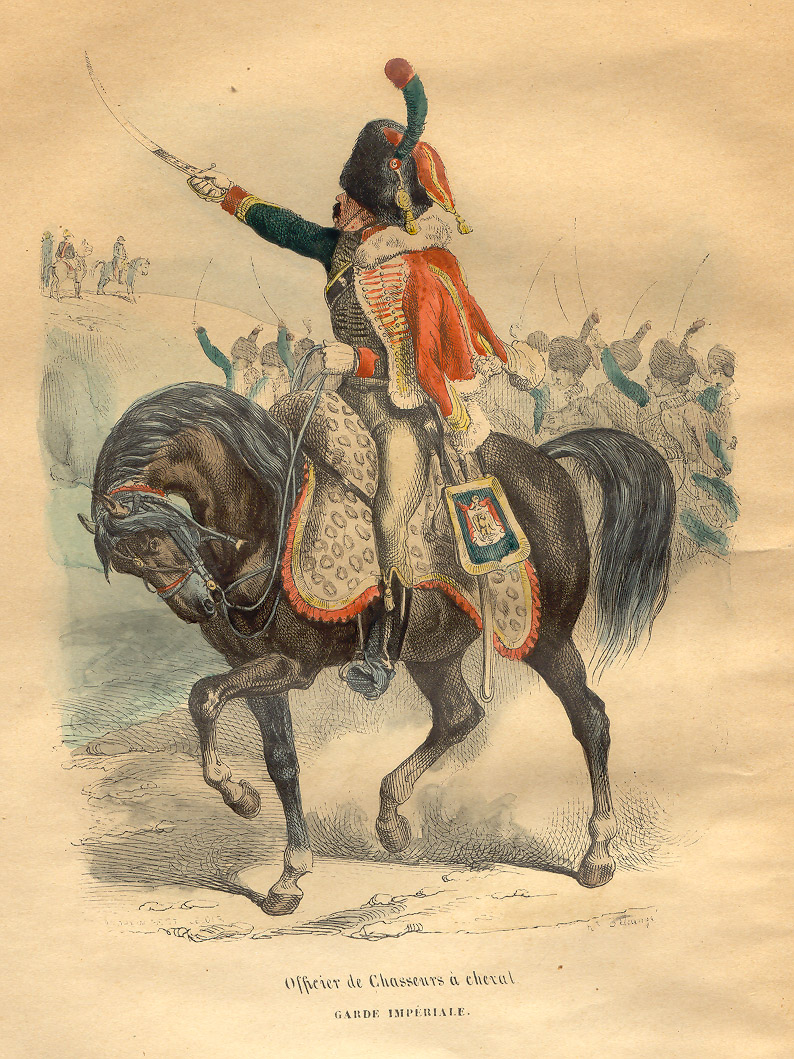
Vânător Călare din Garda Imperială Franceză

Diferită de oricare armată franceză a războaielor napoleoniene, construită pe sistemul serviciului militar obligatoriu și pe cel al meritocrației, „Armata Nordului” era destul de eterogenă din punct de vedere social, majoritatea soldaților având, evident,  origini extrem de modeste. Armata beneficia în teorie numai de veterani, dar numeroase surse indică un număr foarte mare de recruți în rândurile franceze. O mare parte dintre soldați și ofițeri erau fie foști prizonieri de război, eliberați după prima abdicare a lui Napoleon, fie militari lăsați la vatră de Bourboni și deci extaziați de întoarcerea Împăratului și extrem de doritori de revanșă. Cu toate acestea, forța morală a soldatului francez era afectată de suspiciunea cvasi-generalizată privitoare la ofițeri, mulți dintre aceștia fiind suspectați că ar avea simpatii monarhiste. După cum subliniază istoricul francez Henri Houssaye, această armată franceză era redutabilă și fragilă în același timp, fiind capabilă de incredibile acte de bravură dar, în egală măsură, predispusă spre a se lăsa pradă panicii.

#### Micul dejun de la Gros-Caillou
Împăratul francez era conștient că va trebui să ia inițiativa pentru a-l bate pe Wellington cât mai repede dar dispunea de extrem de puține informații cu privire la efectivele și intențiile inamicului. Reuniți la 8 dimineața, pe data de 18 la hanul Gros-Caillou, cei mai importanți dintre generali sunt consultați în legătură cu modul cum ar trebui purtată bătălia. Prima problemă a fost faptul că intențiile Ducelui nu erau cunoscute: proaspăt întors din recunoaștere, Ney susține că englezii sunt gata să se retragă și că o vor face, dacă atacul nu este declanșat curând.. Faptul că Împăratul îl trimisese pe inginerul său militar, generalul Haxo să inspecteze fortificațiile și lucrările de terasament inamice, iar acesta aproape că nu găsise nimic de acest gen, nu părea decât să confirme că Wellington se va retrage. Cu toate acestea, Împăratul era convins că nu este cazul, din moment ce retragerea ar fi însemnat abandonarea fără luptă a orașului Bruxelles. Cu toate acestea, generalii, mai ales veteranii iberici, ezitau însă să înfrunte infanteria britanică printr-un atac frontal, pe acest tip de teren. Soult își exprimă rezervele cu privire la oportunitatea purtării bătăliei, declarând că "infanteria engleză în cadrul unui duel este diavolul", iar Reille opinează că aceasta ar fi „inexpugnabilă”, atacată frontal, pe un teren de bătălie deluros de tipul celui de la Mont Saint-Jean. Cu toate acestea, Împăratul știe că, în război, moralul este esențial și nu acceptă remarcile defetiste, admonestându-l pe Soult: „Pentru că Wellington v-a bătut, îl considerați un general mare. Dar eu acum vă spun că Wellington e un general slab, că englezii sunt trupe slabe și că totul va dura cât o masă de prânz.” Roberts afirmă că Napoleon ar fi spus aceste cuvinte cu simplul scop de a-și exprima iritarea față de defetismul afișat, urmându-și obiceiul de a defăima inamicul în public pentru a ridica moralul propriilor oameni.
Astfel, târziu în timpul dimineții, Împăratul a conceput un atac de diversiune asupra Hougoumont, menit să atragă aici rezervele anglo-aliate, fapt care ar slăbi centrul și aripa stângă, unde ar urma să atace masiv infanteria Corpului I, susținută de o „Mare Baterie” și, eventual de rezerve sau chiar de Gardă. Într-adevăr, Napoleon prevedea posibilitatea unui atac masiv, combinat, format din cavaleria grea franceză și soldații din Gardă, acest atac urmând să aibă loc după-amiază, atunci când centrul englez era destul de slăbit și deci ar fi fost spulberat de un asemenea atac. Atacul ar fi trebuit să înceapă devreme în timpul dimineții, pentru ca până la prânz armata inamică, inferioară numeric, să fie bătută și în retragere, dar majoritatea forțelor franceze erau încă destul de departe de linia de bătălie, deoarece ajunseseră târziu în timpul nopții și își instalaseră bivuacurile mult în spatele fermei Belle Alliance. Acești soldați aveau nevoie de câteva ore de odihnă suplimentară. Totuși, motivul esențial al amânării atacului era că furtuna de pe data de 17 făcea aproape imposibilă manevrarea cavaleriei și artileriei, lucru subliniat dealtfel de experimentatul artilerist Antoine Drouot. După bătălie, Drouot va admite cu regret că s-a înșelat și că nu ar fi trebuit să ceară amânarea atacului dar un atac matinal, insuficient susținut de artilerie și cavalerie ar fi fost greu de conceput.

#### Dispozitivul lui Napoleon

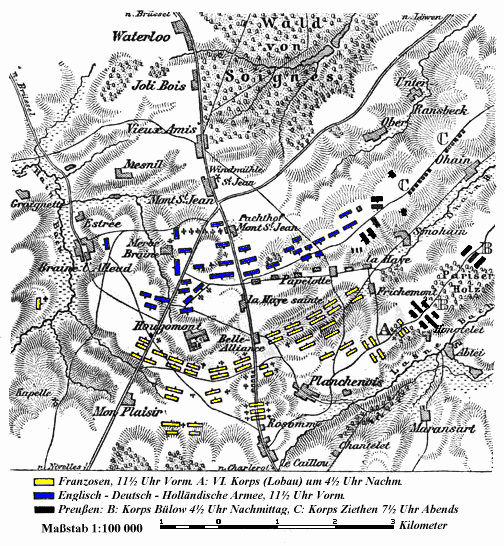
Un plan al bătăliei

Neavând prea multe informații despre intențiile lui Wellington și despre dispozitivul anglo-aliat, în mare parte disimulat în spatele crestei platoului Mont Saint-Jean, Împăratul își dispune trupele simetric, pentru a putea exploata orice posibilitate. Astfel:
- Aripa stângă era formată din trupele lui Reille, Corpul II de armată, care însă fusese serios uzat de bătăliile de pe data de 16, în plus, neputând să conteze pe divizia generalului Girard. Cu Girard rănit mortal la Ligny și după pierderile grele suferite, această divizie a trebuit să rămână în urmă și să se reformze. Corpul II mai cuprindea deci doar: 13 000 de baionete (diviziile Jérôme Bonaparte, Foy, Bachelu), 1 300 de călăreți (divizia de cavalerie ușoară a lui Piré) și 36 de tunuri. În spatele acestei prime linii se aflau cele două divizii ale Corpului III de Cavalerie de Rezervă (Kellermann), formate din 3 000 de dragoni, carabinieri și cuirasieri și comandate de generalii L'Héritier și Roussel d'Hurbal. Acestuia i se se adăuga divizia de cavalerie grea a Gărzii (1 600 de călăreți), sub comanda lui Guyot[30][31].
- În centru, între Belle Alliance și Caillou, se afla rezerva, formată din Corpul VI (Georges Mouton, conte de Lobau) căruia îi mai rămăseră doar două divizii comandate respectiv de Simmer și Jannin, a treia, cea a generalului Teste, fusese detașată și oferită lui Grouchy. Astfel, Mouton mai dispunea doar de 6 000 de baionete cu 30 de tunuri, dar erau trupe proaspete, care nu luptaseră cu două zile în urmă. Mai în spate, tot în rezervă, era infanteria Gărzii Imperiale, formată din trei divizii: Friant (divizia de grenadieri pedeștri), Morand (divizia de vânători pedeștri) și Duhesme (divizia de infanterie a „Tinerei Gărzi”), în total 13 000 de infanteriști și 72 de tunuri. În fine, tot în centru se aflau și două divizii suplimentare de cavalerie ușoară, comandate de generalii Domon și Subervie (2 000 de călăreți)[30][31].
- Pe stânga, dincolo de șoseaua Bruxelles-Charleroi erau dispuse trupele Corpului I, comandat de contele d'Erlon, adică  diviziile de infanterie Quiot (care comanda în locul generalului Allix), Donzelot, Marcognet și Durutte și, în fine, divizia de cavalerie ușoară a aceluiaș corp (aflată în fața fermelor La Papelotte și La Haye), comandată de Jacquinot. În total, acest corp cuprindea 16 000 de infanteriști, peste 1 500 de călăreți și 46 de tunuri. În spatele său se aflau cuirasierii din Corpul IV de Cavalerie de Rezervă al lui Milhaud, adică 2 700 de călăreți împărțiți în două divizii comandate de Watier de Saint-Alphonse, respectiv de Delort. În fine, tot aici se afla divizia de cavalerie ușoară a Gărzii (2 000 de călăreți), comandată de generalul Lefebvre-Desnouettes[30][31].

Împăratul francez avea la dispoziție o forță ușor superioară numeric și calitativ, mai ales în ceea ce privește artileria (268 de piese), dar acest avantaj era diminuat, din cauza faptului că trupele inamice se aflau pe teren înalt și în spatele crestei. Ca atare, francezii nu puteau folosi cu eficiență decât obuzierele, cu excepția anumitor secțiuni de pe câmpul de bătălie. La aceasta se adaugă condițiile meteorologice defavorabile: deoarece plouase abundent, noroiul format era gros, ceea ce împiedica folosirea la eficiență maximă a artileriei, mai ales la distanțe mari. Ghiulelele tunurilor, pentru a produce pierderi semnificative inamicului, trebuiau să poată ricoșa din pământul înfundat, lovind mai mulți oameni, pe măsură ce își urmau traiectoria. Acest lucru nu se putea întâmpla atunci când pământul era desfundat, caz în care ghiulelele nu puteau ricoșa și se opreau în noroi.  Cavaleria franceză, deși superioară numeric (14 000 de oameni) și mult superioară ca experiență și disciplină, avea totuși dezavantajul unor cai de calitate mai slabă, dezavantaj resimțit dealtfel de toate puterile continentale după campania din Rusia, când nemiloasa iarnă rusească a răpus cea mai mare parte a cailor cu care s-a început campania.

## Bătălia

### Începutul bătăliei - Atacul de la Hougoumont

#### Topografia

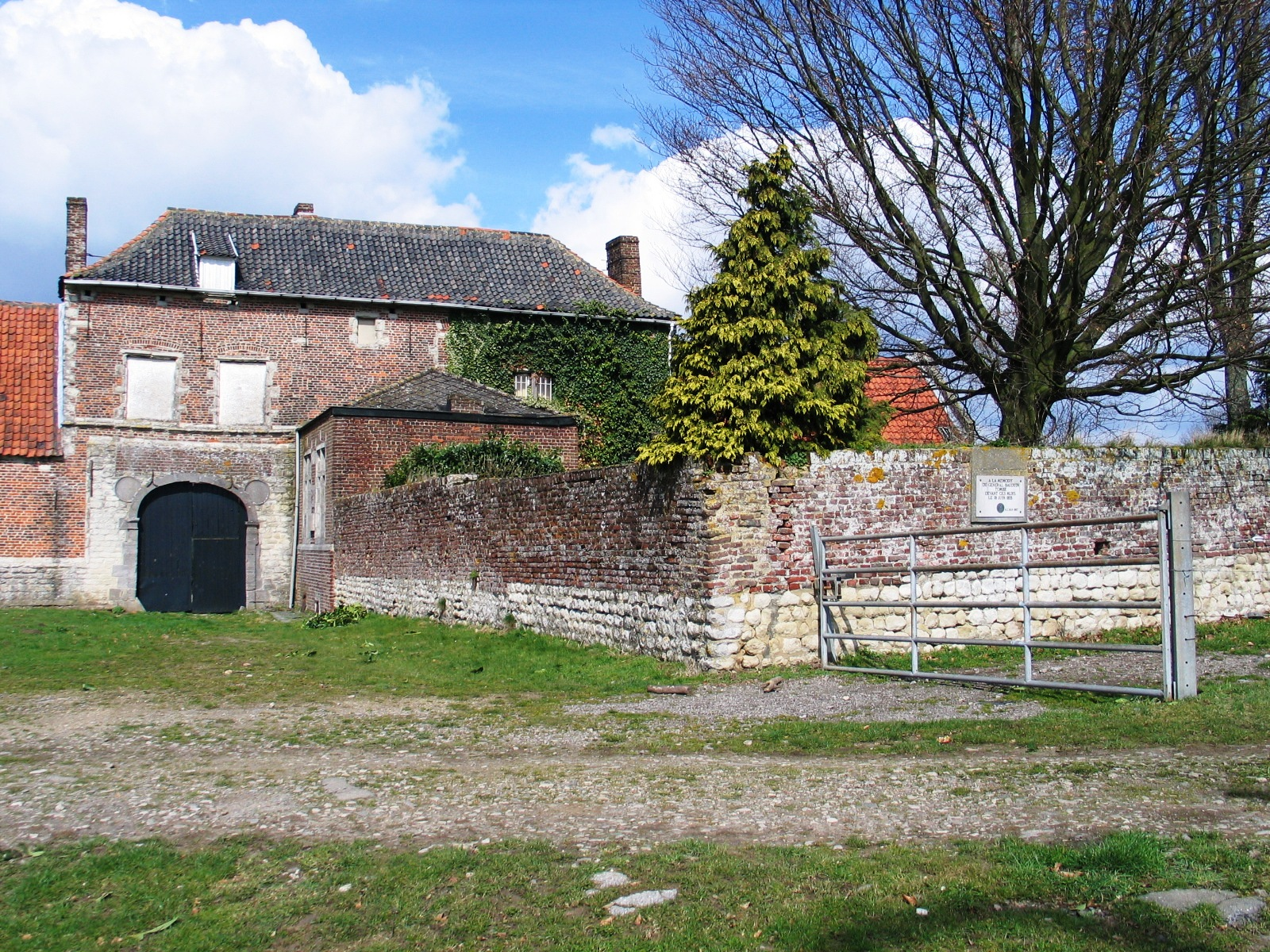
Hougoumont - poarta dinspre sud

Bătălia de la Waterloo a început spre sfârșitul dimineții zilei de 18 iunie, Împăratul ascultând sfaturile generalului Drouot, care a subliniat faptul că ploaia aproape neîncetată din ultimele zile va face foarte dificilă manevrarea artileriei și că efectul bombardamentului va fi diminuat. Câteva ore erau necesare pentru ca pământul să se usuce. Acest lucru face ca primul atac să nu fie dat decât după ora 11. Cert este că prima mișcare a venit din partea francezilor, la Hougoumont. Aici se afla un complex de clădiri: o solidă reședință nobiliară, grajduri, hambare, locuințe pentru țărani, toate înconjurate de un zid de piatră înalt de doi metri, a cărui poartă principală era în partea de nord, adică înspre liniile anglo-aliate, pe aici putându-se face destul de ușor aprovizionarea cu muniții, grație unui drum nepavat. În plus, în jurul complexului de clădiri, privind dinspre liniile franceze, se mai aflau: pe partea dreaptă, o mare grădină închisă și o livadă, înspre liniile franceze (spre sud) se afla o mică pădure iar pe partea stângă era o pășune. Totul era înconjurat de un canal pentru adăparea animalelor și de un gard de nuiele. Dinspre liniile franceze, tot ce se putea vedea era șanțul și liziera.

#### Atacul
Topografia acestui complex de clădiri nu era cunoscută defel de comandantul Corpului II, generalul Reille, care deci nu îl putea bombarda eficient și nu știa nici măcar dacă inamicul a ocupat acest complex. Decide deci să înceapă un prim atac de infanterie, pe care îl va conduce cea mai puternică dintre diviziile sale, cea a prințului Jérôme Bonaparte. Cel mai mic dintre frații Împăratului, Jérôme era un militar mediocru dar avea șansa de a fi secondat de un excelent șef de stat major, generalul Guilleminot, căruia îi revenea în mod concret responsabilitatea de a conduce operațiunile diviziei formate din două puternice brigăzi de veterani, cu efective complete ce totalizau 6 500 de oameni. Atacul avea să fie deschis brigada generalului Bauduin, care cuprindea o unitate excelentă, perfect adaptată pentru acest gen de luptă, 1ul regiment de infanterie ușoară. Pe măsură ce 1ul regiment de infanterie ușoară înainta spre pădurea de la Hougoumont, precedat de trăgătorii săi de elită, artileria franceză deschise focul asupra trupelor britanice aflate pe colina din spatele complexului de clădiri, moment ce semnalează începutul bătăliei. De pe aceste poziții, artileria anglo-aliată deschise la rândul său focul pentru a răspunde. Oamenii lui Bauduin, bombardați de artileria inamică, trec canalul și ajung în apropiere de lizieră, unde sunt primiți de un baraj de gloanțe venind dinspre pădure, semn că aceasta este apărată de inamic. Generalul Bauduin, este rănit mortal, dar brigada continuă să avanseze. 

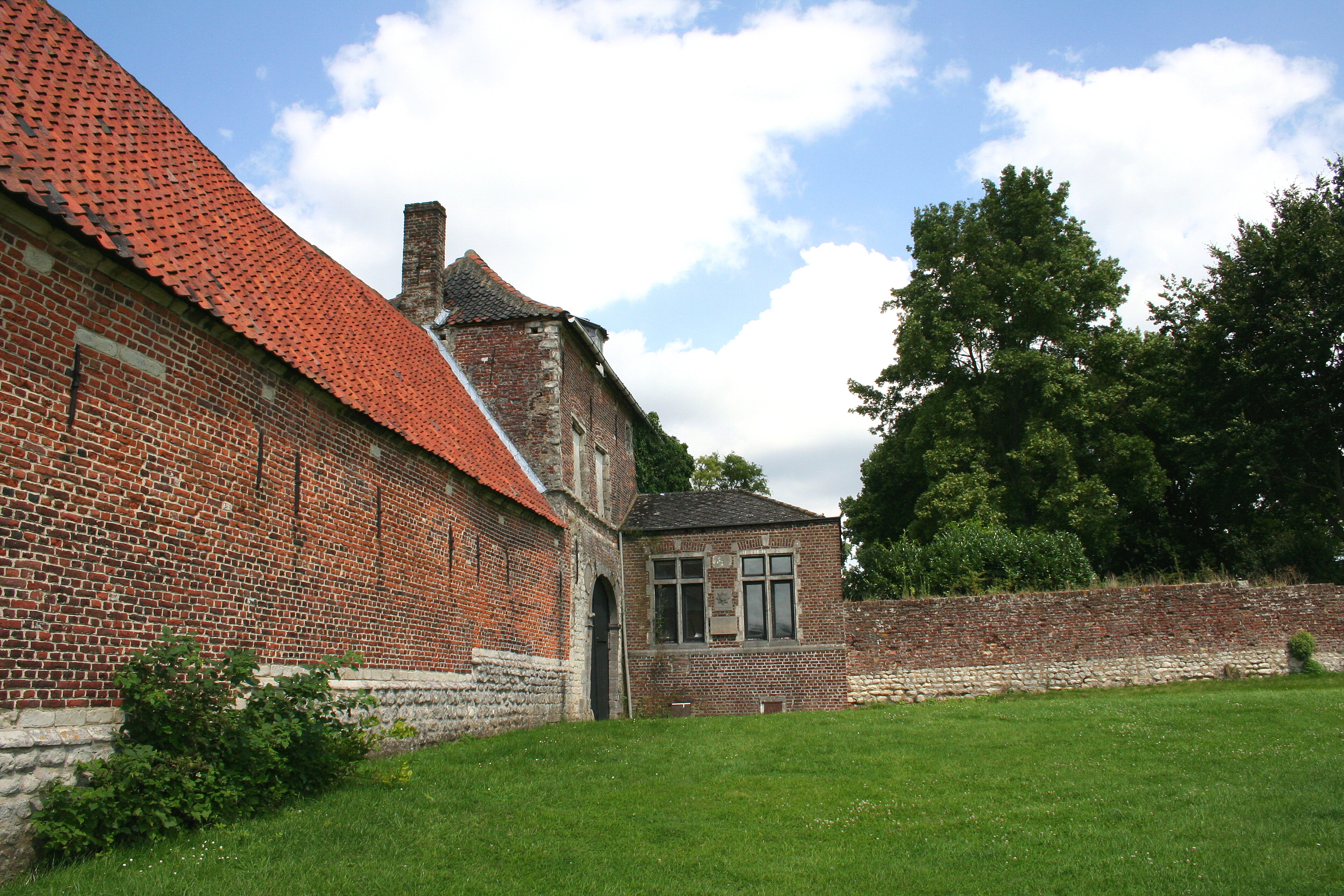
Hougoumont - poarta dinspre sud și zidul exterior

Pentru Ducele de Wellington, poziția de la Hougoumont era una crucială și, de aceea, dăduse ordin ca aceasta să fie apărată până la ultimul om. Prima linie era formată din 1ul batalion al regimentului 2 Nassau, oficial încadrat ca fiind vânători (Jäger), în realitate fiind însă antrenate și înarmate ca trupe de infanterie obișnuite. În stânga lor, trupele britanice Guards apărau grădina și livada. Sub presiunea crescândă a francezilor, din ce în ce mai numeroși, batalionul din Nassau rămâne fără muniții și, demoralizat de forța atacului inamic, rupe rândurile. Trăgătorii francezi ajung deci până la zidul exterior al complexului, rămas pentru moment fără apărători, însă trupele britanice de Gardă reușesc să revină în timp util. Cu o zi în urmă, britanicii construiseră platforme, astfel că puteau apăra cu succes impozantele ziduri exterioare. În aceste momente, Ducele, aflat pe înălțimile din spatele complexului, ordonă obuzierelor sale să deschidă focul asupra pădurii de la Hougoumont, aflată acum în totalitate sub controlul francezilor. Obuzele explozive și mai ales șrapnelul, o invenție britanică de ultimă oră, fac ravagii în rândurile francezilor, care sunt nevoiți să oprească asaltul asupta zidurilor exterioare și să dea înapoi, astfel că trupele britanice de Gardă pot relua controlul pădurii.

Poarta nordică de la Hougoumont

Primul atac asupra Hougoumont eșuase; după circa o oră de lupte, soldații Corpului II pierduseră terenul pe care reușiseră să îl câștige, în mare parte din cauza focului susținut al artileriei inamice. Astfel, pentru a diminua efectul focului de atilerie asupra infanteriei, toată artileria franceză începe să țintească artileria anglo-aliată, care răspunde, deși primise ordinul direct de la Duce să nu irosească munițiile ci să țintească doar infanteria. Fără succes în atacul inițial, francezii își intensifică asaltul, adăugând brigada Soye, ai cărei trăgători de elită reușesc rapid să recucerească pădurea. De această dată, francezii nu mai atacă frontal ci intră în livada laterală, aducând cu ei un tun pentru a încerca să spargă zidul de piatră și să intre în incintă, dar contraatacul britanicilor zădărnicește această inițiativă. Cu toate acestea, majoritatea anglo-aliaților fiind ocupați să reziste atacului lui Soye, brigada Bauduin, comandată acum de colonelul Cubières, reușește să ocolească complexul prin partea opusă, ajungând până la poarta dinspre nord, care, spre deosebire de cea dinspre sud, nu fusese baricadată, fiind calea de acces pentru aprovizionarea apărătorilor cu muniții. În aceste momente este consemnat faptul că francezii găsesc această poartă deschisă, surprinzând două companii britanice, aflate în afara incintei. Aceștia din urmă se retrag precipitat în interior, de-abia reușind să închidă masiva poartă de lemn în urma lor, dar reușind să tragă asupra bravului Cubières, rănindu-l și oblingându-l să abandoneze comanda brigăzii. Cu toate acestea, grație mai ales giganticului sublocotenent Legros, francezii reușesc să forțeze marea poartă nordică a castelului Hougoumont și un număr mare de soldați francezi reușesc să intre în incintă, declanșând o sângeroasă luptă corp la corp. Doar grație valorii și curajului comandantului lor, locotenent-colonelul Macdonnell, britanicii reușesc să închidă poarta și să evite pierderea poziției. Dintre francezii pătrunși în incintă, este cruțat doar un toboșar - un băiat care nu ajunsese încă la vârsta adolescenței. Cu toate acestea, complexul era acum încercuit de întreaga divizie a prințului Jérôme, împiedicând aprovizionarea cu muniții și punând o presiune enormă asupra apărătorilor. În aceste momente, Sir John Byng și brigada sa de infanterie de Gardă, formată din al doilea batalion Coldstream Guards și al doilea batalion al regimentului 3 Foot Guards, aduce întăririle mult așteptate, care reușesc să dislocheze forțele franceze dinspre poarta din nord. În jurul orei unu și jumătate, situația era din nou restabilită la Hougoumont, astfel că Ducele se îndepărtează pentru prima dată de complex.
Pe tot parcursul după-amiezii, francezii au continuat atacurile asupra Hougoumont și în ciuda bravurii demonstrate de unii dintre generali, cum ar fi Prințul Jérôme, nu au reușit să cucerească poziția, trupele aliaților și regimentele ușoare engleze (Guards) păstrând pădurea și parcul, pentru un timp. Dar este esențial mai ales faptul că au reușit să păstreze castelul, care nu a căzut nici un moment în mâinile francezilor, cei 3 500 de anglo-aliați respingând pe rând atacurile celor peste 8 000 de francezi, atacuri ce au durat 8 ore. În jurul orei 16, castelul era în flăcări, urmare a bombardamentului francez, astfel că locotenent-colonelul Macdonnell, comandantul trupelor ce apărau castelul, primește ordin de la Wellington să își dispună oamenii în zonele neafectate de incendiu și, odată ce se va prăbuși acoperișul, să ocupe mai ales ruinele zidurilor, în interiorul grădinii. Aprovizionarea cu muniții s-a făcut în mod continuu prin poarta de nord a castelului, în ciuda focului aproape neîncetat al trăgătorilor francezi.

### Marea Baterie

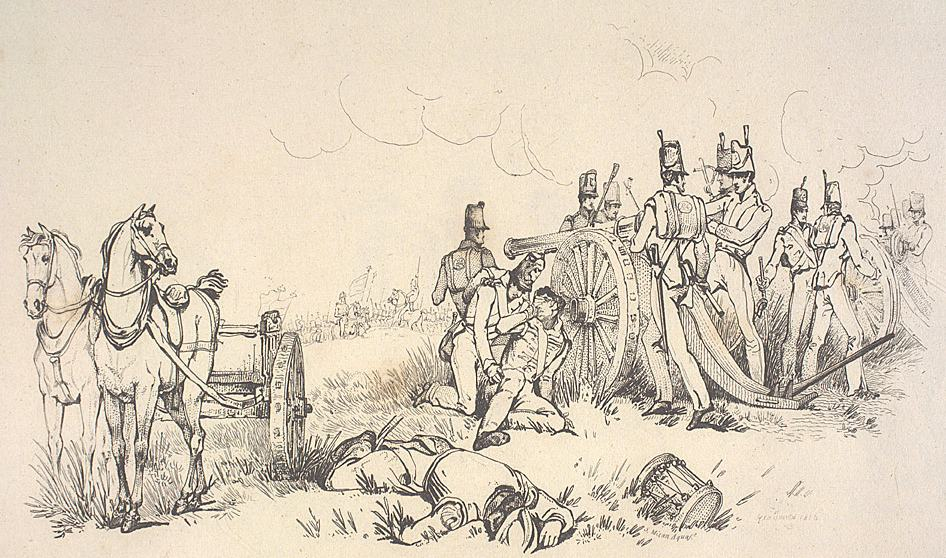
Artileriști la Waterloo

În timp ce Ducele de Wellington era obligat să își trimită o parte din rezerve pentru a păstra poziția crucială de la Hougoumont, între ora 11 și amiază, francezii au adunat artileria de rezervă a Corpurilor I, II și VI într-o „Mare Baterie”. Pieselor grele de 12 livre din artileria de rezervă a celor 3 Corpuri de armată li se adăugau piesele de artilerie divizionare de 6 livre, ale celor patru divizii ale Corpului I, deci, în total 54 de tunuri, dispuse pe o singură linie, de-a lungul pantei ce coboară dinspre ferma Belle Alliance, față în față cu centrul și aripa dreaptă a anglo-aliaților, la o distanță de circa o mie de metri față de aceștia. Misiunea de a instala și de a comanda această Mare Baterie îi fusese încredințată generalului Desales, comandantul artileriei Corpului I. În stilul caracteristic al strategiei napoleoniene, scopul bateriei era acela de a bombarda puternic sectorul care urma să fie atacat, adică pozițiile centrale prezumate ale anglo-aliaților, disimulați, în mare parte în spatele crestei platoului Mont Saint-Jean. Dacă majoritatea trupelor anglo-aliate nu erau vizibile pentru francezi, în schimb, de cealaltă parte, o bună parte din trupele anglo-aliate remarcaseră în depărtare, cu îngrijorare crescândă, concentrarea pieselor de artilerie.
Marea baterie franceză, odată instalată, acoperea un front de aproximativ doi kilometri și, având în vedere distanța la care se situa, tirul său nu urma să aibă decât un efect psihologic, Împăratul nefiind dispus să riște apropiind prea mult tunurile de linia inamică. Cu toate acestea, generalul Ruty, comandantul întregii artilerii a „Armatei Nordului”, nu era dispus să se mulțumească doar cu un efect psihologic, astfel că i-a ordonat lui Desales să găsească o poziție mai avansată pentru a-și instala bateria, acesta din urmă identificând o platformă naturală, în apropiere de La Haye Sainte, unde artileria putea fi instalată ulterior, dacă atacul de infanterie ar fi avut succes. Toate tunurile Marii Baterii au deschis focul în același timp, între amiază și ora 13, reușind în puțin timp să creeze un sentiment general de insecuritate în liniile anglo-aliate, astfel că o serie de trupe au trebuit să fie repoziționate pentru a fi menajate. În acest timp, artileria anglo-aliată, destul de bine protejată de teren, a răspuns cu un tir redutabil, ignorând ordinele Ducelui, care interzisese contrabateria pentru a economisi munițiile.

### Atacul Corpului I francez

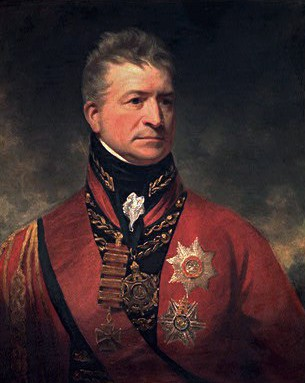
Generalul britanic Sir Thomas Picton, căzut pe câmpul de onoare de la Waterloo

Până în acest moment, totul decurge conform planului Împăratului, aflat la micul han Rossomme, în apropiere de marea fermă Gros-Caillou, unde acesta, suferind de o serioasă problemă de sănătate, își va petrece cea mai mare parte a zilei, departe de prima linie. De altfel, majoritatea autorilor care au  descris bătălia au menționat suferința fizică a Împăratului și absența sa prelungită de pe câmpul de bătălie. Cu toate acestea, după bombardamentul celor 54 de piese de artilerie, spre ora 13:30, Michel Ney, prinț de Moscova, ordonă atacul spre La Haye Sainte. Generalul conte d'Erlon era pregătit să își lanseze cele 4 divizii de infanterie (Quiot, Donzelot, Marcognet și Durutte), cu susținerea unor elemente din Corpul IV de cavalerie, asupra centrului și flancului anglo-aliat. Scopul acestora era: pentru Quiot, să ia și să țină La Haye Sainte, neutralizând trupele ce apărau cariera de nisip; pentru Donzelot, să atace brigăzile Bijandt, Kempt și Pack, pentru Marcognet, să atace brigăzile Best și Winke; iar pentru Durutte, să ia fermele Papelotte și La Haye.. Cu toate acestea, elementele de cavalerie și infanterie nu au fost organizate într-un atac coerent în care să se poată susține reciproc iar artileria nu a fost implicată. Nici măcar brigada de cavalerie ușoară a Corpului I, condusă de generalul Jacquinot nu s-a alăturat pentru a susține vastul atac de infanterie. 
Înaintarea Corpului I a fost dificilă - soldații trebuiau să parcurgă aproximativ 1 km de teren înclinat și plin de noroi iar panta devenea tot mai anevoiasă pe măsură ce o urcau - iar atunci când soldații lui d'Erlon au ajuns în sfârșit în contact cu cei 6000 de inamici, aceștia erau pregătiți să îi primească cu focuri bine coordonate. Contele d'Erlon îi mai întâlnise pe englezi în peninsula iberică și cunoștea tactica preferată de Wellington de a folosi dispunerea infanteriei în linie și focul de la mică distanță pentru a contracara tactica franceză obișnuită de a avansa în coloane de atac compacte. Fără a fi absolut clar cine a ordonat folosirea acestei formații, este clar  că Corpul I a abandonat obișnuitele coloane de atac franceze, în favoarea unei „coloane în masă”, ceea ce presupunea dispunerea regimentelor în linie, unul după altul, pe divizii, la mică distanță, în patru coloane uriașe îmbinând o bună putere de foc, relativă protecție împotriva cavaleriei și mai ales permițând un atac violent pe o suprafață mare. Generalul a fost deseori criticat de istorici pentru formația și modul de conducere a atacului, subliniindu-se că o asemenea formație de atac era prematură. Cu toate acestea, soldații Corpului I au reacționat destul de bine inițial, răspunzând focului inamic. Atacul s-a desfășurat de-a lungul aripii stângi anglo-aliate și avea ca scop final capturarea fermei La Haye Sainte.
Superioritatea numerică a francezilor începea să își spună cuvântul - brigada olandeză a lui Bijlandt, greu încercată la Quatre Bras, două zile mai devreme, rupe rândurile, celelalte sunt împinse înapoi, dincolo de drumul scufundat, înspre La Haye Sainte. Flancul britanic și aliat era pe cale de a ceda, mai ales că Durutte a reușit să cucerească La Papelotte, obligând trupele din Nassau, comandate de Prințul de Saxa-Weimar, să evacueze poziția. Dar cuirasierii Corpului IV, dispuși pe flancurile Corpului I, nu exploatează ocazia. Astfel, Wellington are timp să îi ordone lui Picton să își folosească rezerva de infanterie pentru a închide breșa pe care francezii reușiseră să o realizeze. Contraatacul de infanterie este violent și a avut succes dar generalul  Picton  a fost împușcat în cap în timp ce își comanda din prima linie divizia, murind încă de la primele schimburi de focuri.

### Șarja cavaleriei grele britanice

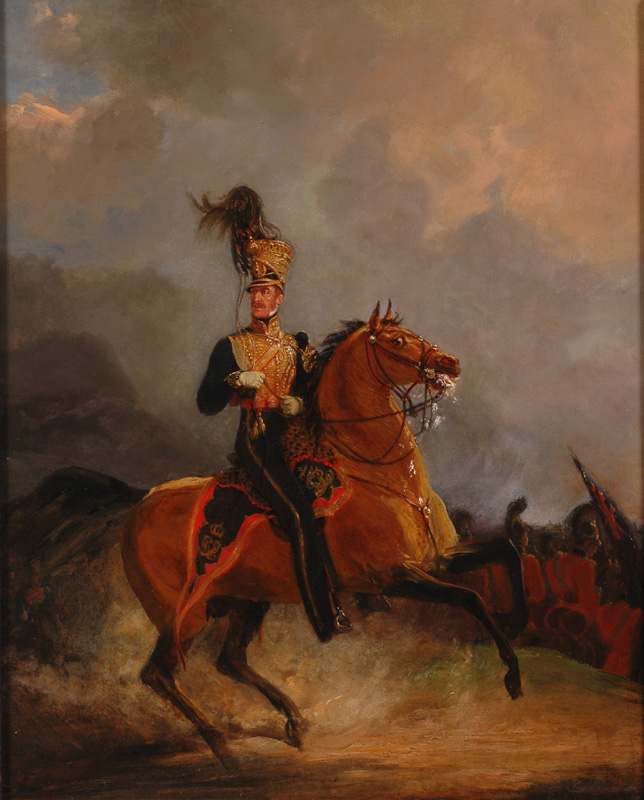
Uxbridge în timpul bătăliei de la Waterloo

Elanul francezilor se frânge și Wellington observă acest lucru. Este momentul ca britanicii să își intensifice contraatacul: pentru a redresa situația critică a flancului său, Ducele îi ordonă comandantului cavaleriei, secundul său, generalul Lord Uxbridge să lanseze imediat un contraatac iar acesta organizează imediat cavaleria grea în linie și șarjază. Călărind extraordinarii lor armăsari, Guards Cavalry Brigade, comandată de Lordul Somerset împreună cu Union Brigade (din care făceau parte și faimoșii Royal Scots Greys), comandată de Sir William Ponsonby, în total 2300 dintre cei mai buni călăreți britanici, au atacat în masă compactă dând peste cap o parte din cuirasierii lui Milhaud. Prima confruntare de cavalerie a avut loc între oamenii lui Somerset și brigada de cuirasieri a lui Travers din divizia 13 a lui Watier (regimentele 7 și 12). Pe măsură ce avansaseră, aceștia din urmă suferiseră în urma focului artileriei britanice, înainte de a se lovi de Guards Cavalry Brigade, fapt în urma căruia au fost respinși. Pe flancul lor stâng, britanicii s-au bucurat de un succes similar atunci când cuirasierii francezi au oprit șarja atunci când au întâlnit un drum în debleu și astfel nu s-au putut forma pentru bătălie, retrăgându-se iar apoi fiind respinși. Unii dintre cuirasieri, necunoscând terenul, au căzut chiar în debleul drumului, adânc de câțiva metri, care este vizibil și astăzi. Aspectul drumului în debleu după bătălie este redat de Victor Hugo în romanul "Mizerabilii" (Cartea Întâi - Waterloo, Capitolul XIX - Câmpul de bătălie în timpul nopții), însă amploarea carnagiului descris de scriitor este exagerată.

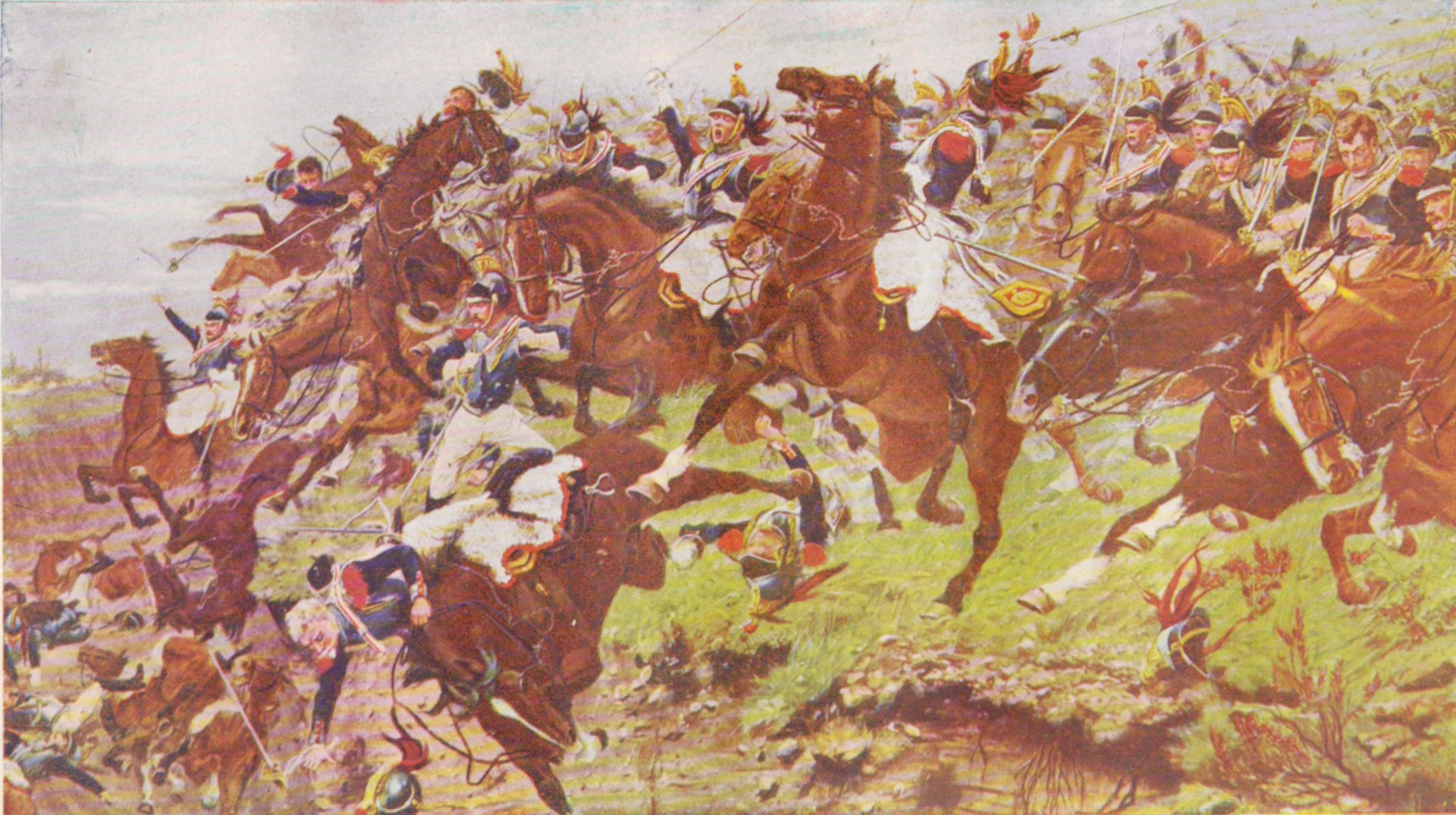
Drumul în debleu.

Cei doi generali britanici, au continuat să avanseze, surprinzând total coloanele franceze de infanterie. Este cert că infanteria franceză, surprinsă fiind în „coloană în masă”, majoritatea regimentelor nu pot forma caree (singura formație cu adevărat eficace împotriva cavaleriei) și astfel suferă pierderi enorme și este nevoită să se retragă. Pierderi grele au suferit mai ales diviziile lui Marcognet și Quiot, care au fost atacate combinat de cavaleria grea inamică și de brigada 8 de infanterie a lui Kempt (din divizia 5 de infanterie a lui Picton).  Cavaleria britanică, impulsionată de aceste succese, uită de orice disciplină, ignoră ordinele de repliere trâmbițate de trompetiștii lui Uxbridge și își continuă șarja dincolo de linia lor dintre Papelotte și La Haye Sainte și se îndreaptă direct spre „Marea Baterie” franceză, tăind tunarii și împrăștiind atelajele și muniția. Șarja este surprinzătoare și violentă și mulți tunari francezi fug de pe câmpul de bătălie dar situația este restabilită atunci când apar cuirasierii lui Farine și lăncierii lui Jacquinot care îi resping pe englezi și îi urmăresc înapoi spre La Haye Sainte, doar pentru a fi la rândul lor respinși în urma unei contrașarje a husarilor britanici, susținuți de dragonii și carabinierii din Țările de Jos. Începută bine, șarja britanică de cavalerie este respinsă cu pierderi grele, inclusiv aceea a generalului William Ponsonby dar îi câștigă timp prețios „Ducelui de Fier”. Doar disciplina deficitară a călăreților britanici a făcut ca rezultatele acestui atac să nu fie unele semnificative. Situația nu a fost însă atât de gravă: majoritatea unităților de cavalerie implicate în atac vor putea să mai joace un rol important, lansând numeroase contrașarje pe tot parcursul după amiezii, la vest de La Haye Sainte, ca răspuns la atacurile de cavalerie franceze. Contrar anumitor descrieri ale bătăliei, regimentele de cavalerie grea britanică nu au fost defel nimicite ci doar respinse cu pierderi grele.
Acestea vor fi active pe tot parcursul după-amiezii, după cum declară o serie de surse extrem de credibile, citate de istoricul militar britanic Digby Smith. Doar „Scots Greys”, care fuseseră atacați frontal de cuirasieri și din flanc de lăncierii colonelului Bro, au fost scoși din luptă, suferind cu această ocazie cea mai mare parte din pierderile de 44,5%, suferite pe parcursul zilei.
De cealaltă parte, din cauza lipsei de coordonare a infanteriei cu cavaleria, se încheie fără succes atacul francez de pe flancul drept, care a însemnat pierderea a 5000 de oameni, din care aproape 3000 de francezi prizonieri, 2 drapele (ale regimentelor 45 și 105 de linie) și indisponibilizarea temporară a celei mai mari părți din Corpul IV de cavalerie. Aceștia din urmă aveau nevoie de câteva ore pentru a se reorganiza, odihni și hrăni caii.

### Sosirea primelor elemente prusace

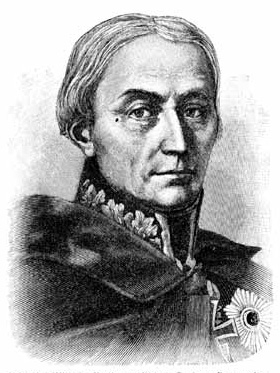
Generalul prusac von Bülow

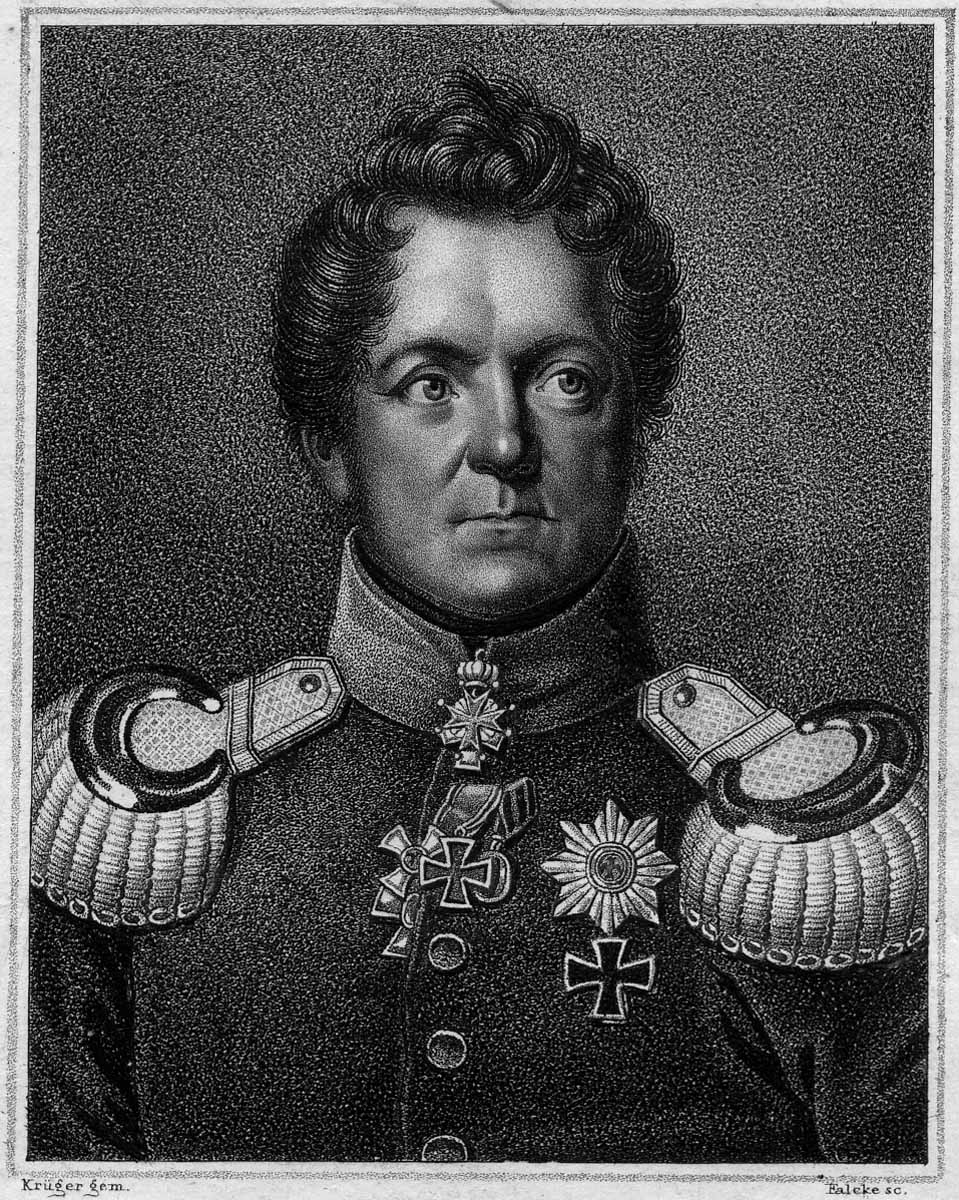
Generalul von Gneisenau, artizanul joncțiunii cu armata lui Wellington

Poate mai grav decât eșecul Corpului I este faptul că Napoleon a putut observa în depărtare, spre est, chiar la debutul atacului lui Drouet d'Erlon, un nor de praf, care, la o inspecție atentă, pare a fi o coloană în marș. Consultați, ofițerii de stat major privesc la rândul lor prin lunete dar distanța este mare și opiniile sunt împărțite: unii cred că ar fi copaci, alții cred că sunt trupe. Napoleon știe că i-a cerut încă din timpul nopții dintre 17 și 18 Maiorului General, mareșalul Soult să trimită ordin mareșalului Grouchy să „reia comunicațiile cu armata”, deci Împăratul nu are de ce să se teamă: cu siguranță că acea coloană aflată în marș este avangarda mareșalului. Cavaleria lui Domon și Subervie este trimisă în recunoaștere și, după capturarea unor cercetași prusaci, Împăratul știe cu siguranță că forțele ce se apropie nu sunt franceze, ci sunt capul de coloană al avangardei generalului prusac von Bülow dar în continuare judecă acest lucru ca nefiind grav: din moment ce marchizul se apropie la rândul său, va sosi exact la timp pentru a-l lovi pe von Bülow în flanc. Și aceasta deoarece prusacii se îndreptau spre satul Placenoît, iar Grouchy primise ordin să se plaseze pe dreapta franceză, deoarece "bătălia e angajată pe linia spre Waterloo în fața pădurii Soignes", ceea ce l-ar fi plasat pe mareșal în poziție ideală pentru a anihila corpul prusac.
Lucrurile nu stau însă așa: Soult este obișnuit să comande armate și nu are nici un fel de experiență în calitate de comandant de stat major. Astfel, el nu a trimis decât un călăreț cu depeșa către mareșalul marchiz de Grouchy, iar despre acest călăreț nu se știe nimic; un al doilea, un polonez, s-a rătăcit. Grouchy nu este deci în drum spre satul Placenoît, ci este încă în drum de la Gembloux către Wavre și nu va primi decât la ora 17:30 mesajul de ajutor trimis de Maiorul General la ora amiezii. Atunci când Soult îi spune Împăratului că a trimis un singur călăreț în timpul nopții, Napoleon se îngrozește: „Ah, Domnul Berthier ar fi trimis o sută!”. Chiar dacă nu a primit în timp util depeșele imperiale, totuși Grouchy a fost prevenit de mai multe ori de subalternii săi de necesitatea reluării comunicațiilor și mai cu seamă despre necesitatea de a merge pe câmpul de bătălie de la Mont Saint-Jean. Mareșalul a rămas totuși imperturbabil, hotărât să continue urmărirea pe traseul său inițial. Curând prusacii sunt în număr suficient de mare pentru a lansa primul atac asupra Placenoît, poziția-cheie pentru a controla drumul, principala rută de retragere a francezilor. Este nevoie de Corpul generalului Lobau (11 000 de oameni) și de 2 divizii de cavalerie pentru a-i opri.

### Marele atac francez de cavalerie

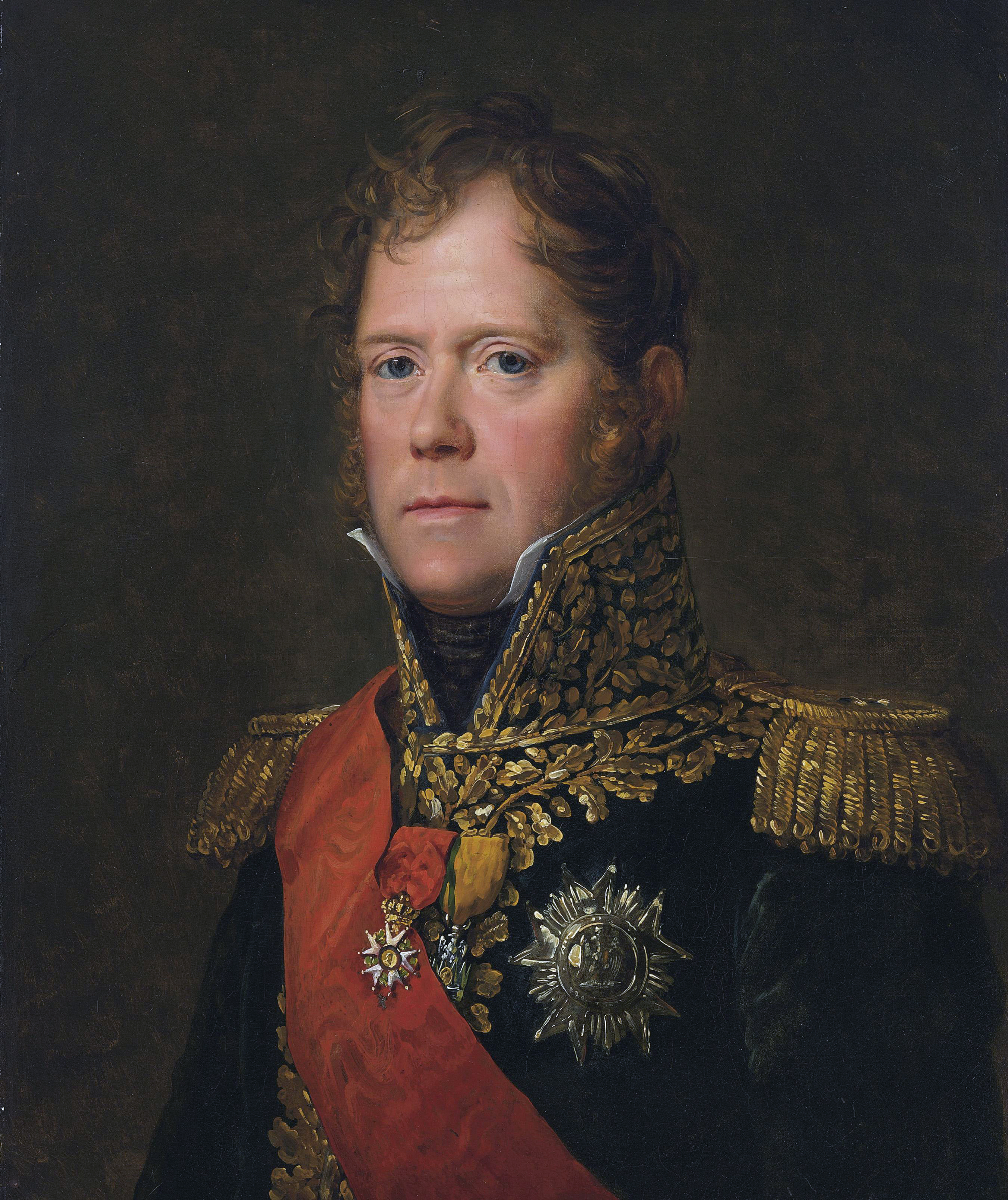
Michel Ney, prinț de Moscova, mareșal al Imperiului

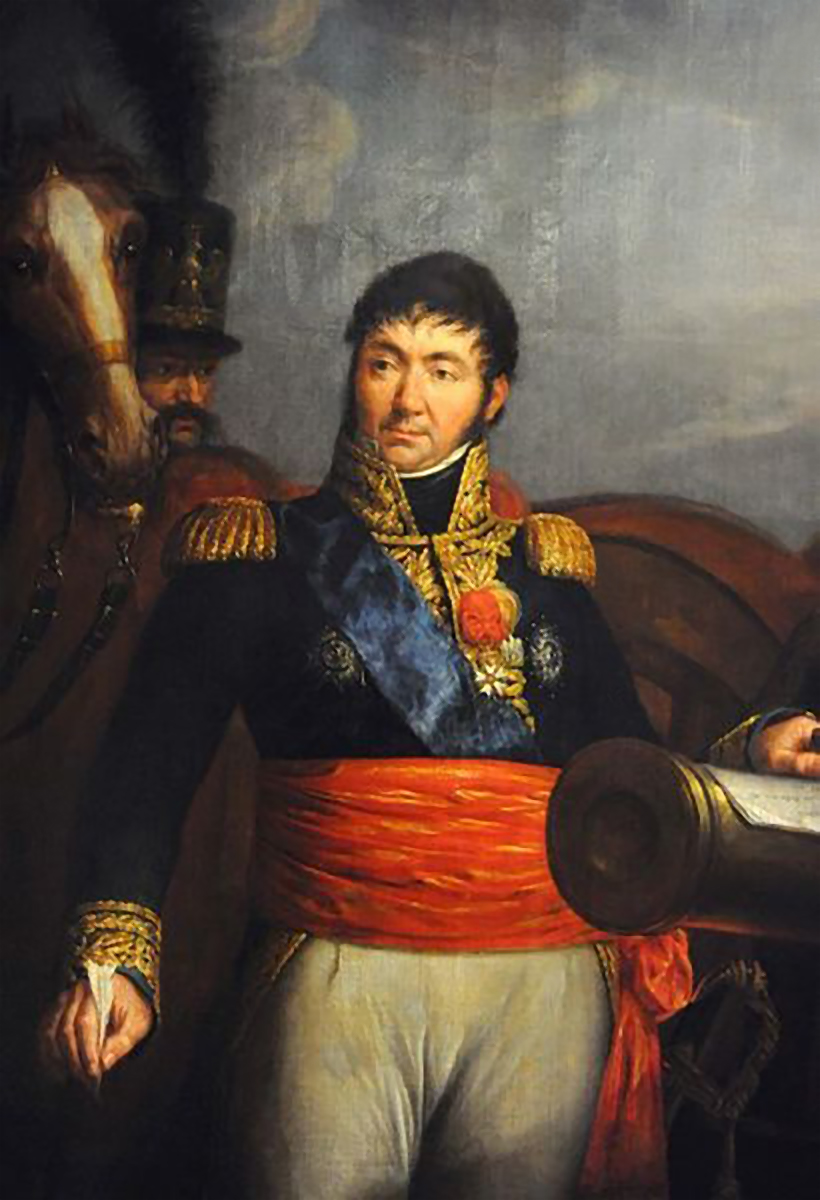
Generalul Milhaud, conte al Imperiului comandant de cavalerie grea

Este ora șaisprezece: Împăratul, care în continuare se simte rău, se află la cartierul său general, lângă ferma Gros-Caillou, la 2 km de linia frontului, lăsând în continuare comanda efectivă a armatei mareșalului prinț de Moscova. La fel ca întotdeauna, Ney este omul reacțiilor impulsive: interpretează o repliere tactică a unor regimente britanice din centru drept o mișcare generală de retragere și deci dorește să exploateze imediat această aparentă breșă și să îl bată în sfârșit pe cel care l-a învins în Portugalia și l-a ținut în șah cu 2 zile în urmă la Quatre Bras. Toate rezervele de infanterie, cu excepția aceleia a Gărzii, fiind deja angajate, mareșalul nu poate realiza însă un adevărat atac combinat, motiv pentru care îi ordonă generalului Milhaud să își pregătească cuirasierii pentru atac la vest de La Haye Sainte, cu toate că Împăratul nu autorizase un atac de cavalerie. Milhaud este cel care deschide atacul, umăr la umăr cu mareșalul, dar, din greșeală, se adaugă șarjei și cavaleria ușoară a Gărzii, comandată de Lefebvre-Desnouettes. Văzându-i alături de el și știind că Garda nu se află sub comanda sa, Ney presupune că au fost trimiși de Împărat, care vrea deci ca el să intensifice atacul de cavalerie pentru a lua La Haye Sainte. Pe lângă această greșeală, există și o sincopă în avansul infanteriei lui Drouet, care nu atacă în același loc cu cavaleria.
Este ora patru și Ney este în fruntea primei șarje ce se apropie rapid de infanteria britanică formată în caree batalion cu batalion. Careul constituia o formație standard de apărare împotriva cavaleriei. Infanteriștii formau formații pătrate, goale la mijloc,  cu laturile formate din 3 rânduri de oameni. Pe lângă lipsa de eficiență tactică a unui atac de cavalerie nesusținut, o altă problemă o constituia relieful - panta abruptă și apoi dispunerea celor aproximativ 20 de caree lângă un pâlc de pădure făcea spațiul extrem de îngust pentru acțiunea unei unități de cavalerie atât de numeroase. Disciplinați, fără să intre în panică, englezii păstrează formația și deschid focul la mică distanță, nimerind în plin. Cu prima linie în genunchi, ei formează ziduri de baionete de formă pătrată: ei nu expun nici un flanc, nu lasă nici o breșă și nimeni nu o ia la fugă. În mod evident, caii refuză să se arunce într-o masă de baionete, astfel încât atacul francez se frânge: regimentele și escadroanele se împrăștie și suferă pierderi semnificative. Reorganizați, ei își reiau șarjele de mai multe ori, timp de o oră, descriind un cerc larg; de fiecare dată ei sunt mai puțini. Nici artileria franceză nu se apropie suficient pentru a provoca un număr mare de victime.
Călăreții francezi încearcă totul: să străpungă careele inamice, să sară cu caii în mijlocul careului, dar fără rezultate notabile: englezii se clatină dar majoritatea careelor nu pot fi străpunse. Conform unei scheme clasice pentru tactica acelor vremuri, pentru a se proteja în timpul șarjelor, tunarii anglo-aliați se refugiază în interiorul careelor, însă tunurile rămân la discreția francezilor. Aceștia nu sunt echipați corespunzător pentru a le transporta, dar sunt dotați cu niște cuie special concepute pentru a bloca sistemul de tragere, făcând tunul indisponibil pentru restul bătăliei. De ce francezii nu au făcut acest lucru rămâne un mister. Mareșalul Ney a fost văzut agitând-se și lovind cu sabia în tunurile britanice, fapt ce nu poate decât să sporească semnele de întrebare. În aceste condiții anglo-aliații se pot întoarce la tunuri după fiecare șarjă, continuând focul lor devastator, deși tunurile au fost de 12 ori în mâna francezilor. Wellington ordonă câteva contrașarje ale propriei sale cavalerii pentru a slăbi presiunea imensă asupra infanteriștilor săi; totuși călăreții britanici nu reșesc mare lucru împotriva unui comandant cum este Kellermann, dar cavaleria franceză continuă să sufere groaznic din cauza focului artileriei. Epuizați, francezii vor înceta atacurile de cavalerie în jurul orei 17:30. Faptul că generalul Drouot comanda Garda priva artileria franceză de extraordinara sa experiență, fapt resimțit din plin la Waterloo, unde, în plus, un alt excelent comandant de artilerie a fost scos din lupă în jurul orei 18: generalul Desvaux de Saint-Maurice, comandantul artileriei Gărzii, ucis de o ghiulea care i-a mai rănit grav și pe generalii Lallemand și Bailly de Monthion. Artileria franceză a fost, din aceste cauze, deseori prost coordonată de-a lungul zilei de 18.

### Capturarea Fermei La Haye Sainte

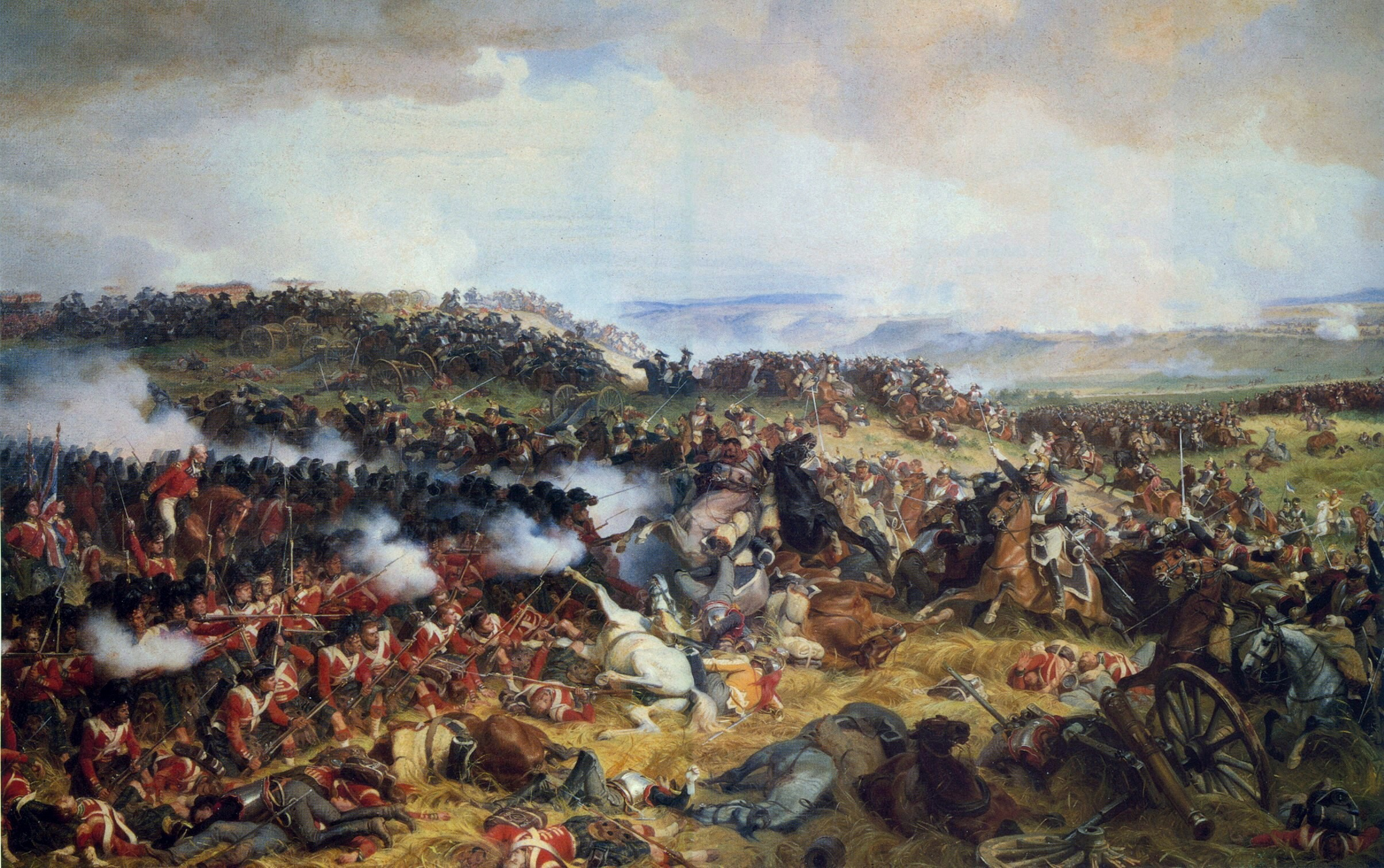
Șarja cuirasierilor francezi la Waterloo

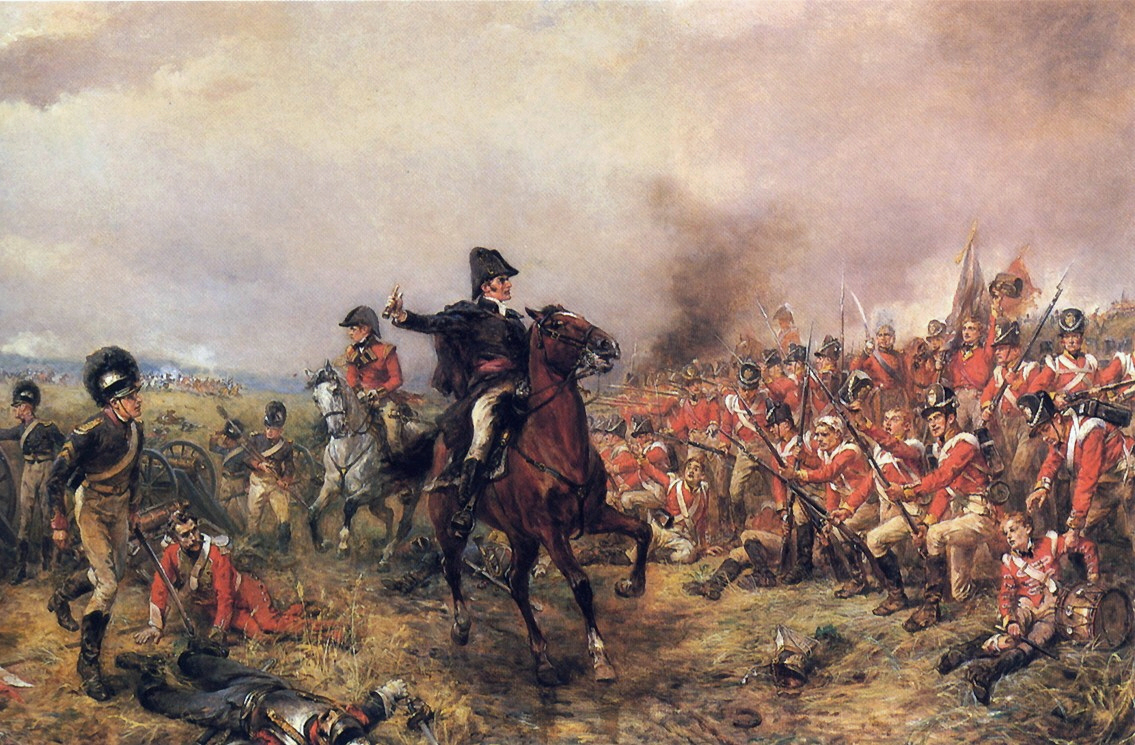
Wellington la Waterloo, de Robert Alexander Hillingford

Napoleon privește prin lunetă, de la Rossomme masele de cavalerie, nevenindu-i să creadă că a fost posibil ca un asemenea atac neautorizat să aibă loc. „Este o mișcare prematură ce poate avea rezultate fatale pentru ziua de astăzi” îi spune el lui Soult. Acesta confirmă, strigând „Ney ne compromite. Exact ca la Jena”. Napoleon nu poate decât să constate că efectivele cavaleriei sale sunt aproape înjumătățite. Acceptă totuși propunerea lui Ney de a reînnoi atacul de cavalerie, dar de această dată cu susținerea Corpului de cavalerie al lui Kellermann și a infanteriei, care va fi furnizată prin detașarea de divizii din Corpurile I și II. Împăratul opinează că „deși este cu o oră prea devreme, trebuie să consolidăm ce s-a făcut deja.”. Totuși, în deruta cauzată de organizarea unei noi șarje, cavaleria Gărzii, care ar fi trebuit să rămână în rezervă, se alătură atacului. Anumiți istorici afirmă că Împăratul ar fi fost cel care ar fi ordonat folosirea cavaleriei Gărzii, însă relatările comandanților francezi par să infirme acest lucru. Este cert totuși faptul că Guyot cu cei 796 de Grenadieri Călare și 816 Dragoni ai Împărătesei se adaugă șarjei, împreună cu vânătorii și lăncierii, comandați de Lefebvre-Desnouettes, angajate anterior, tot din greșeală. De această dată francezii reușesc să spargă câteva caree, mai ales datorită cavaleriei grele a Gărzii și a lancierilor, dar cu prețul pierderii a 40% din elita cavaleriei franceze, inclusiv a comandantului Grenadierilor Călare, generalul Jamin, căzut în timp ce șarja o baterie britanică. Napoleon îl va critica aspru pe Guyot pentru decizia de a șarja fără ordin, decizie care l-a privat de ultima rezervă de cavalerie.
Atacul de infanterie, adăugându-se acestei șarje masive, dă roade: o divizie franceză din Corpul I capturează poziția esențială oferită de ferma La Haye Sainte, în jurul orelor 18:00 - 18:30. Trupele anglo-germane KGL, în ciuda unei brave rezistențe, sunt nevoite să evacueze ferma și poziția, poziție de pe care trupele anglo-aliate puteau fi bombardate eficient. În jurul aceleiași ore, generalul Durutte apăra în continuare pozițiile cucerite în urmă cu câteva ore: fermele La Papelotte și La Haye, aflate la extremitatea flancului stâng anglo-aliat. Mareșalul Ney ordonă imediat aducerea artileriei ecvestre, care trage în plin, de la mică distanță în careele britanice folosind cutia cu mitralii. Centrul anglo-aliaților este pe punctul de a ceda. ducele de Wellington știe că centrul său nu va mai putea rezista mult și că, în momentul în care acesta va fi penetrat, armata sa e pierdută. Este auzit exclamând: "Să vină noaptea! Sau să vină Blücher!", în timp ce Napoleon repetă: „Ai noștri sunt! Îi am în mână!” Cu toate acestea, Împăratul refuză să îi trimită lui Ney infanteria Gărzii, pentru un atac final, îngrijorat de înaintarea impetuasă a prusacilor. Din fericire pentru generalul englez, Blücher nu va întârzia. Corpul I prusac, comandat de generalul Ziethen, sosit în valuri pe tot răstimpul după-amiezii, era, spre ora 19, cu efective complete pe câmpul de bătălie, acoperind stânga slăbită a lui Wellington. Ducele poate face deci mutarea care va câștiga bătălia: aduce toate trupele de care mai dispunea pe stânga să își întărească centrul, lăsând aripa stângă generalului prusac.

### Placenoît

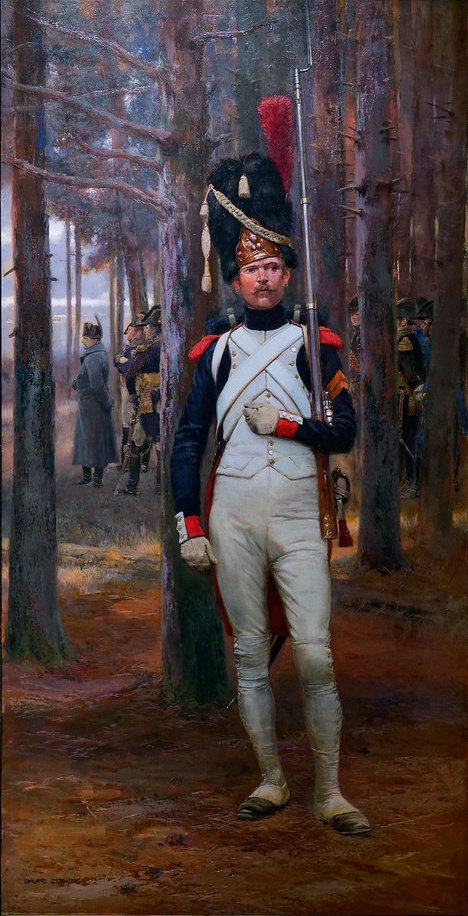
Grenadier pedestru din Vechea Gardă, de Édouard Détaille

Satul Placenoît, situat în spatele liniilor franceze, constituia o poziție cheie pentru controlarea căii principale de retragere a armatei franceze: drumul dinspre Bruxelles. Ca atare, sosirea Corpului IV prusac și a Corpului II prusac începând cu ora 14 și atacurile pe care aceștia le-au lansat împotriva localității erau evenimente de natură să îi producă lui Napoleon cele mai mari îngrijorări. Din această cauză, împăratul a fost nevoit să își indisponibilizeze încă de la începutul după-amiezii Corpul VI comandat de generalul Lobau. Generalul a lansat un atac de 
succes împotriva primelor elemente prusace aflate în pădurea Bois de Paris, aflată la est de sat, dar a fost nevoit apoi nevoit să dea treptat înapoi. Corpul său de armată număra doar 10 000 de oameni și curând a fost copleșit de cei 20 000 de oameni ai Corpului IV prusac, motiv pentru care împăratul a trimis succesiv, între orele 14 și 19, elemente din Gardă, la început "Tânăra Gardă", comandată de faimosul general Duhesme, apoi elemente de infanterie din "Garda Mijlocie". Satul a fost pierdut și recucerit de câteva ori de către francezi, care au sfărșit prin a-l pierde definitiv în jurul orei 20 atunci când Corpului IV prusac i s-a adăugat corpul prusac al lui Pirch. În plus, proaspăt sosit pe câmpul de bătălie cu ultimele elemente din corpul său de armată, generalul Ziethen a reîntărit flancul stâng al armatei anglo-aliate și a dat la o parte fără probleme rămășițele epuizate ale Corpului I francez, înaitând impetuos spre La Haye Sainte, pentru a le tăia francezilor retragerea. Atacul prusac din flanc a fost cel care l-a făcut pe Napoleon să sisteze temporar atacul asupra centrului britanic, atac care, dacă ar fi continuat, ar fi obligat armata anglo-aliată să se retragă de pe câmpul de bătălie.
În jurul orei 19, la sosirea Corpului II prusac, francezii tocmai reușiseră să recucerească localitatea, printr-o șarjă violentă la baionetă a batalionului 1 din regimnetul 2 de Grenadieri și a batalionului 1 din regimentul 2 de Vânători. Cu toate acestea, sosirea unui nou corp prusac înclina balanța de forțe în mod decisiv, prusacii având o superioritate de peste 2/1 asupra unor unități franceze epuizate după ore întregi de luptă corp la corp printre ruinele satului. Cu toate acestea, soldații lui Lobau și cei din Gardă au mai rezistat eroic un timp, până la ora 20:30 iar, când au fost în fine nevoiți să se retragă, retragerea a fost ordonată, soldații protejându-și eroic drapelele în timp ce prusacii reușesc în sfârșit să pună mâna definitiv pe Placenoît. Spre sfârșitul zilei, generalul Lobau și o parte din oamenii săi au căzut prizonieri, protejând retragerea armatei.

### Atacul "Vechii Gărzi"
Concomitent cu ultimele lupte din jurul satului Placenoît, Napoleon Bonaparte se pregătea să își joace ultima carte. Aflat sub presiunea crescândă a armatei prusace, Napoleon realizează că nu are decât 2 opțiuni: să încerce să spargă centrul englez sau să se retragă și să salveze ce mai putea. A ales prima variantă. Îi mai rămânea împăratului francez o ultimă rezervă: regimentele din "Vechea Gardă" și câteva batalioane din "Garda Mijlocie", soldați de elită, neînvinși în 20 de ani de campanii, dar puțini față de forțele ce li se opuneau. În plus, o parte din trupe trebuiau menținute în apropiere de ferma La Belle Alliance pentru a-l proteja pe Împărat. Plin de sânge și de noroi, epuizat, după ce a avut 4 cai omorâți sub el în decursul zilei, rămas fără bicorn, Ney conduce acest ultim atac. La puțin timp după începerea acestui ultim atac, este omorât și cel de-al cincilea cal al mareșalului, care va continua să își conducă trupele ca pedestru.
Acest ultim atac francez a fost desfășurat de acea parte a „Vechii Gărzi” cunoscută sub numele de „Garda Mijlocie”, mai exact de 5 regimente din aceasta (câte un batalion din regimentele 3 și 4 de Grenadieri, cele două ale regimentului 3 de Vânători și un batalion al regimentului 4 de Vânători), totalizând în jur de 2900-3000 de oameni. Primul regiment de Grenadieri, comandat de generalul Petit, este singurul care mai rămâne în rezervă. Atacul începe la vest de La Haye Sainte și Grenadierii și Vânătorii pedeștri din Gardă dau peste cap primele linii inamice și înaintează, sub focul mitraliei, în acordurile faimoasei arii „La victoire est à nous” („Victoria ne aparține”) și „Veillons au salut de l'Empire” („Să veghem la salvarea Imperiului”). 

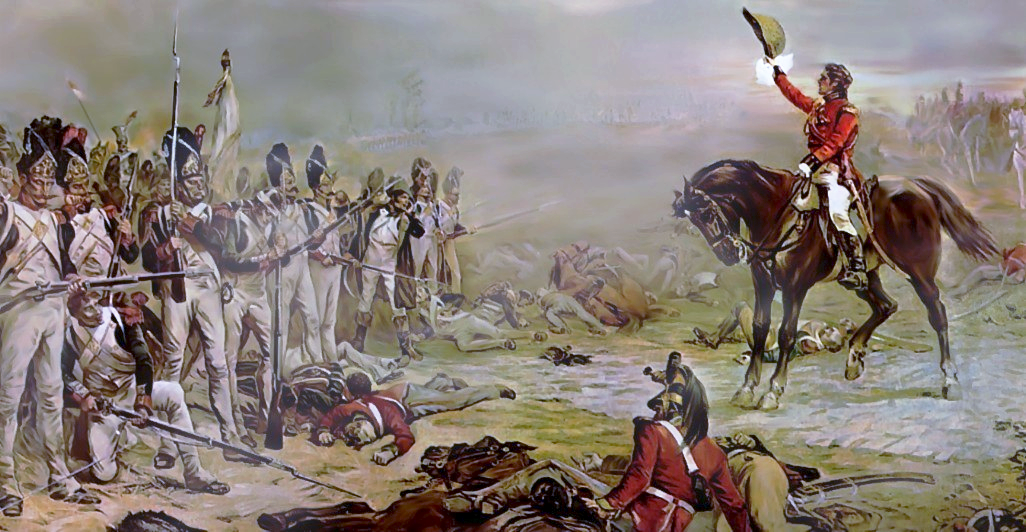
Generalul Hill și ultimul careu din Gardă

Înaintarea este oprită însă: prevenit și de un dezertor francez, Wellington și-a adus toți oamenii disponibili de pe stânga în jurul și la vest de ferma La Haye Sainte și i-a dispus în linii succesive, care deschid focul asupra Gărzii copleșite numeric. Astfel că Garda face singurul lucru logic pe care îl putea face în această situație: începe să dea înapoi sub această presiune enormă . Unul dintre regimentele de Vânători pedeștri, care reușise să avanseze în mod impresionant, întâlnește regimentul de infanterie ale generalului Maitland, care se ridică brusc din lanul de grâu unde erau ascunse și deschide focul de la mică distanță.  În acest moment Wellington, parcurgând liniile, fluturându-și bicornul, dă ordinul general de atac. Garda nu poate decât să dea înapoi și mai mult. Încercând să își impulsioneze oamenii, Ney este auzit strigând în mod repetat: "Veniți să vedeți cum moare un mareșal al Franței!". "Garda Mijlocie", dispusă în caree, este parțial încercuită și generalul englez Hill le cere francezilor să se predea iar generalul francez Cambronne lansează faimosul său răspuns, al cărui conținut face încă subiectul unor vii dezbateri. Se spune despre Cambronne că ar fi strigat: "Rahat! Garda moare, nu se predă!" Cert este că cea mai mare parte din Gardă nici nu s-a predat și nici nu a murit, reușind să se retragă în bună ordine de pe câmpul de bătălie și să scape de prizonierat.  
Este ora 20:30 - la vederea înfrângerii Gărzii, un fior străbate liniile franceze: "Garda dă înapoi! Scapă cine poate!". Soldații rup rândurile și o iau la fugă, abandonând muniții, efecte și aproape toată artileria - doar 30 de piese de artilerie au putut fi salvate de francezi. Doar Garda își păstrează coeziunea și formează caree pentru a proteja armata în retragere de șarja nemiloasă a cavaleriei prusace, căreia Împăratul nu îi mai putea opune nici o forță de cavalerie proprie. Pretutindeni forțele franceze sunt în retragere, urmărite și permanent hărțuite de cavaleria prusacă. În aceste momente, unii soldați francezi în retragere ajung în dreptul lui Napoleon, dar nici măcar acum nu se opresc și își continuă fuga, urmăriți în continuare de călăreții inamici. Cele 2 regimente din "Vechea Gardă", ultima unitate intactă, formează caree pentru a-l proteja pe împărat. Napoleon este învins și se retrage protejat de careele "Vechii Gărzi". Puțin după ora 21, Wellington și Blücher se întâlnesc la ferma Belle Alliance, de unde Împăratul tocmai plecase de nici o jumătate de oră.

## După bătălie

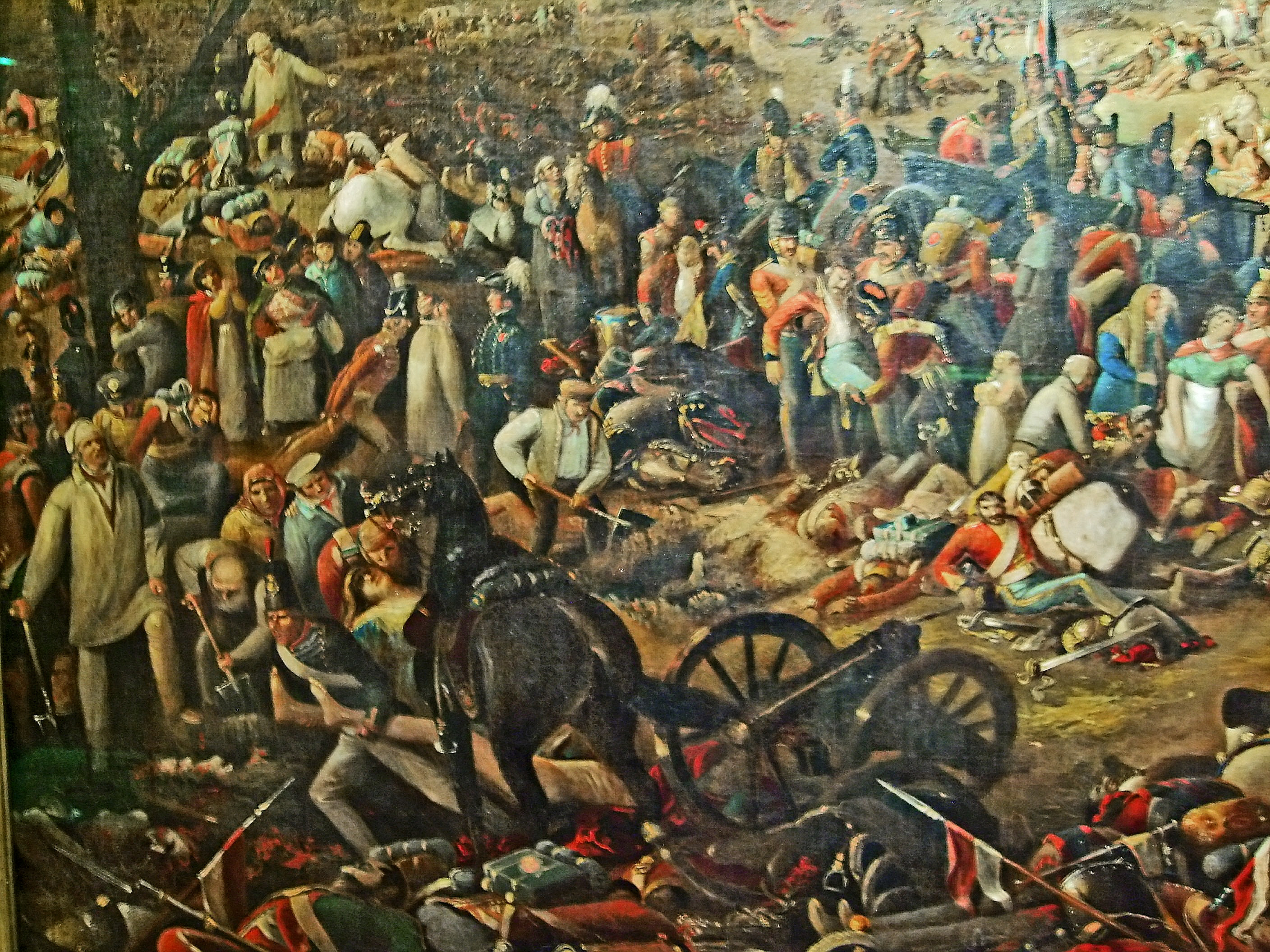
„Dimineața de după bătălia de la Waterloo” de John Heaviside Clarke, 1816

"A fost o victorie la limită" ar fi exclamat Wellington, după bătălia de la Waterloo. Victoria i-a costat pe anglo-aliați și pe prusaci între 20 000 și 24 000 de oameni, morți și răniți iar pe francezi între 22 000 și 25 000 de morți și răniți, plus 9 000 de prizonieri. Se adaugă de partea franceză un număr foarte mare de „dispăruți”, cea mai mare parte soldați care au fugit de pe câmpul de bătălie și despre care nu s-a mai știut nimic, deci nu ar mai fi putut fi raliați pentru continuarea ostilităților. Armata franceză, "l'Armée du Nord", înceta să mai reprezinte o forță de luptă unitară sau viabilă. Cavaleria prusacă, încă destul de proaspătă, și-a putut urmări inamicul până după Genappe, trecând râul Dyle. Împăratul Napoleon avea deci în față o decizie capitală și extrem de dificilă: să încerce să ralieze trupele în jurul său și, cu armata pe care i-a pregătit-o Davout, să continue lupta, sau să se întoarcă la Paris pentru a se asigura că nu vor exista comploturi și trădări ca în 1814? Până la urmă, îngrijorările sale privitoare la consecințele politice ale înfrângerii vor avea ultimul cuvânt, astfel că Împăratul se întoarce în capitală, pentru a convinge Camerele de necesitatea continuării luptei. Legislativul, rezervat încă de la întoarcerea Împăratului din insula Elba, este acum de-a dreptul ostil și sfidător și, după scurte deliberări, cere suveranului să abdice. Napoleon refuză să recurgă la dictatură și să dizolve Camerele și nici nu se prezintă în fața acestora pentru a încerca să le atragă de partea sa. La fel ca în urmă cu un an, el abdică în favoarea fiului său, dar Camerele refuză să ratifice această succesiune. Ele au optat pentru reprimirea lui Ludovic al XVIII-lea, iar Împăratul, dorind inițial să emigreze în Americi, a fost nevoit să se predea Marii Britanii, cel mai redutabil inamic al său. După o scurtă escală de aprovizionare în Anglia, este transportat de vasul „Bellerophone” pe Insula Sfânta Elena din Atlanticul de Sud, unde și-a trăit restul zilelor.
În acest timp, luptele pe teatrul de ostilități belgian au continuat, totuși, până când rămășițele armatei franceze s-au retras în dezordine spre râul Sambre. Franța a fost din nou invadată de o armată uriașă a Coaliției. În ciuda disproporției forțelor, armata franceză a continuat să lupte și a câștigat chiar o serie de victorii minore; nu au reușit totuși să obțină o revanșă pentru Waterloo, așa cum doreau comandanții francezi. Rămas la comanda tuturor trupelor franceze, în vidul de putere lăsat de Împărat după abdicare, mareșalul Davout decide continuarea luptei, pentru a obține termeni cât mai buni în negocierile pentru pace ce vor urma. Scopul luptelor era în principal acela de a demonstra că armata franceză era capabilă încă de luptă. Totuși, înfrângerea de la Issy îi va determina pe francezi să accepte încetarea focului și să își retragă armata la sud de Loara.

### O sinteză a cauzelor înfrângerii franceze
Istoricul britanic Charles Esdaile, Profesor de istorie la Universitatea din Liverpool, sintetizează patru cauze care au dus la înfrângerea francezilor pe data de 18: „Cu toate acestea, curajul nu a fost suficient [pentru francezi], patru factori împiedicând victoria tactică, care era singurul lucru pe care îl mai puteau realiza. În primul rând, ploile torențiale udaseră atât de mult câmpul de bătălie încât primele atacuri au trebuit să fie amânate până aproape de miezul zilei; în al doilea rând, rezistența oferită de armata lui Wellington a fost mult mai încrâncenată decât s-ar fi putut aștepta; în al treilea, au fost greșeli grave în modul cum au fost conduse atacurile francezilor; în al patrulea, Grouchy nu a reușit nici să îl oprească pe Blücher să se alăture lui Wellington, nici să mărșăluiască pentru a-l ajuta pe Napoleon”. Istoricul francez, Alain Pigeard, Doctor în istorie ce a publicat o serie de cărți despre istoria militară a vremii, pune accentul pe rolul mareșalului Grouchy, rezumând astfel: „În această zi funestă, Grouchy, care mărșăluise în direcția Wavre, s-a lăsat păcălit de prusaci - care nu i-au oferit decât corpul lui Thielmann, în timp ce grosul forțelor acestora pivota spre Waterloo. Poartă el responsabilitatea pentru această înfrângere, știindu-se că divizionarii săi îi cereau să meargă spre tun?”. Pe de altă parte, lucrarea de referință a lui Fierro, Palluel-Guillard și Tulard amintește de șarjele prost organizate ale lui Ney și de dispozitivul de bătălie mediocru al lui Napoleon, subliniind că, Grouchy, chiar dacă ar fi ajuns pe câmpul de bătălie, nu ar fi putut întoarce sorții unei bătălii pierdute încă de la ora 16:30, când prusacii au început să împingă înapoi dreapta franceză.

### Generali și colonei francezi căzuți pe câmpul de onoare
- Gral. Aulard, folosit în divizia a 3a din Corpul I[96].
- Gral. Bauduin, comandant al brigăzii 1 a diviziei 6 din Corpul II[96].
- Gral. Donop, comandant al brigăzii a 2a a diviziei 12 din Corpul III de cavalerie (dispărut)[96].
- Gral. Desvaux de Saint-Maurice, comandant al artileriei Gărzii[96].
- Gral. Duhesme, comandantul infanteriei „Tinerei Gărzi” (rănit mortal)[96].
- Gral. Jamin, maior al grenadierilor călare din Gardă[96].
- Gral. Michel, comandant celei de a 2a divizii de infanterie a Gărzii (dispărut)[96].
- Adj.-Cdt. Chasseriau, șef de stat major al al Corpului IV de cavalerie[96].
- Col. Aubrée, regimentul 11 de linie[96].
- Col. Gobert, regimentul 5 de cuirasieri (rănit mortal)[96].
- Col. Lacroix, regimentul 2 de cuirasieri (rănit mortal)[96].
- Col. Mallet, regimentul 3 de vânători pedeștri din Gardă[96].
- Col. Rignon, regimentul 51 de linie[96].

### Câmpul de bătălie astăzi

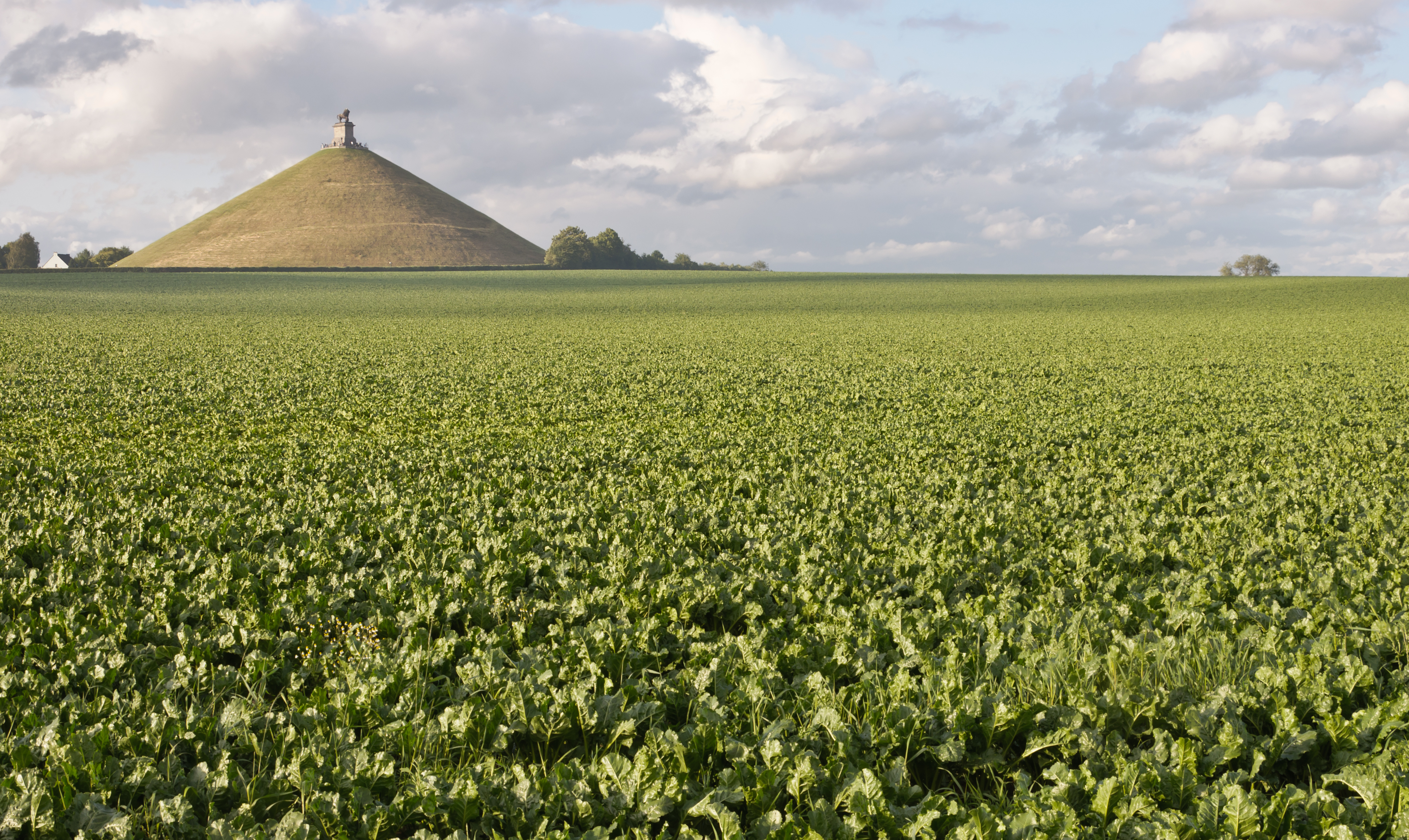
„Colina Leului” domină câmpul de bătălie

Aspectul câmpului de bătălie este astăzi diferit față de epoca napoleoniană, lucru cauzat în principal de lucrările ample de excavare, începute în 1820, cu scopul de a construi o colină artificială, pentru a marca locul unde Prințul de Orania a fost rănit în timpul bătăliei. Astăzi, această colină, denumită simbolic „Colina Leului”, domină câmpul de bătălie. Sunt organizate zilnic tururi ale câmpului de bătălie, iar în apropiere de „Colina Leului” există un cinematograf unde pot fi urmărite scurte filme tematice. Există de asemenea un mic muzeu tematic unde pot fi admirate figurile de ceară ale personajelor principale care au luat parte la bătălie, împreună cu o serie de artefacte. În plus, câmpul de bătălie este unul extrem de bogat în materie de monumente și case istorice de epocă (La Haye Sainte, Hougoumont, Mont Saint-Jean, Papelotte), ca și muzee (Panorama, ferma Gros-Caillou). Pe 18 iunie al fiecărui an care se termină în 0 sau 5, au loc manifestări importante și reconstituiri. 